# Einsatzgruppen-Prozess

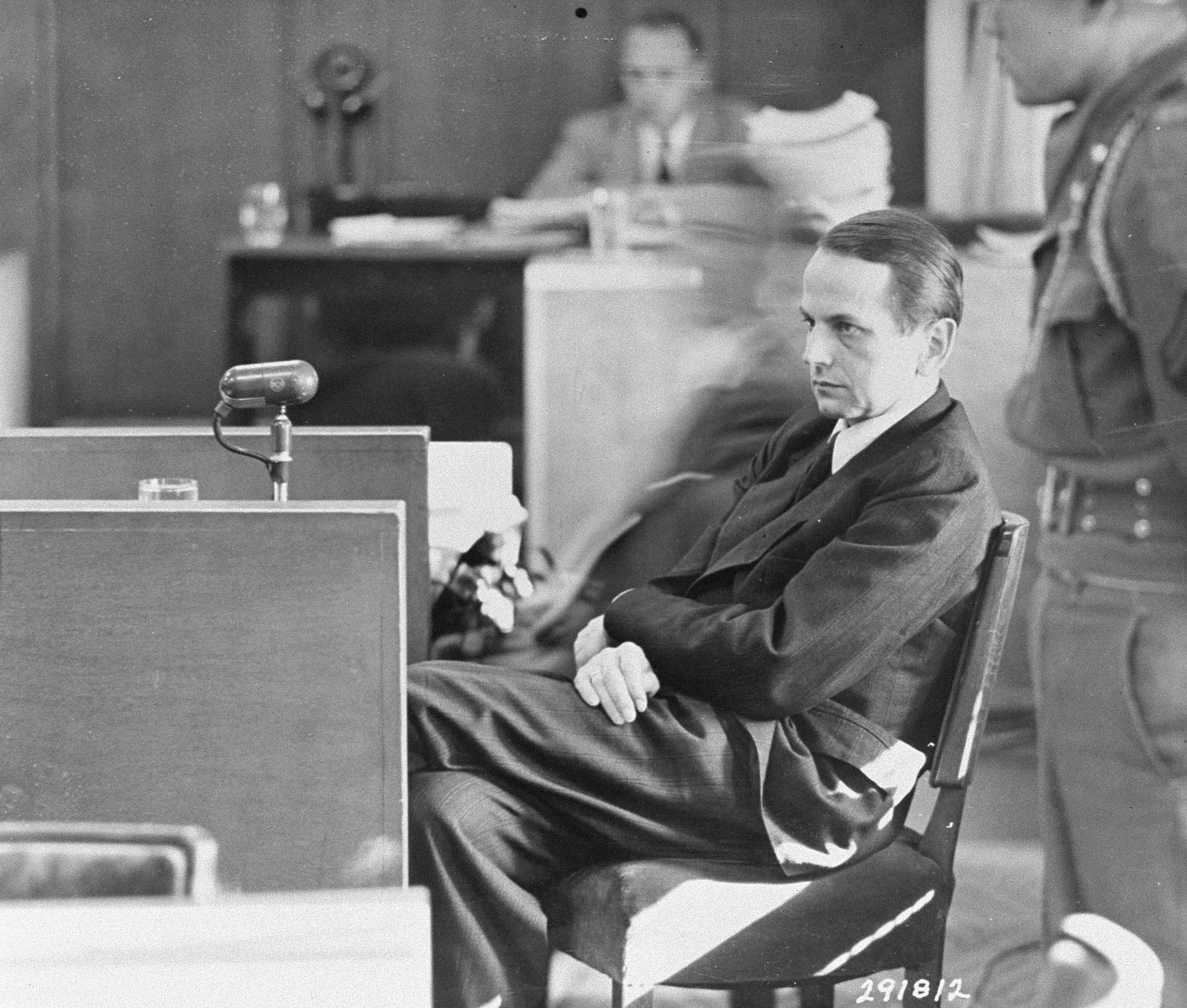
Otto Ohlendorf während der Aussage zu seiner Person beim Einsatzgruppenprozess am 9. Oktober 1947

Der Einsatzgruppen-Prozess war der neunte von zwölf Nürnberger Nachfolgeprozessen. Er wurde vom 15. September 1947 bis zum 10. April 1948 im Schwurgerichtssaal 600 des Nürnberger Justizpalastes durchgeführt, in dem bereits der Nürnberger Hauptkriegsverbrecherprozess vor dem International Military Tribunal (IMT) stattgefunden hatte. Im Gegensatz zum Hauptkriegsverbrecherprozess fand der Einsatzgruppen-Prozess vor einem amerikanischen Militärgericht (Nuremberg Military Tribunal, NMT) statt, es gab keine Viermächte-Kontrolle. Offiziell wurde der Fall als „The United States of America against Otto Ohlendorf, et al.“ (deutsch: „Die Vereinigten Staaten von Amerika gegen Otto Ohlendorf und andere“) bezeichnet.
Angeklagt waren 24 ehemalige SS-Führer, die als Kommandeure der Einsatzgruppen der Sicherheitspolizei und des SD die Verantwortung für die Verbrechen der Einsatzgruppen in der besetzten Sowjetunion trugen. Die Einsatzgruppen erhielten vor Beginn des Krieges gegen die Sowjetunion den Auftrag, sowjetische Funktionäre und die „jüdische Intelligenz“ der Sowjetunion zu ermorden. Innerhalb der ersten drei Monate des Krieges gegen die Sowjetunion eskalierte die Mordtätigkeit der Einsatzgruppen im Osten, so dass spätestens Anfang Oktober 1941 unterschiedslos jüdische Männer, Frauen, Kinder und Greise erschossen wurden. Auch versprengte Kriegsgefangene, „Zigeuner“, Psychiatriepatienten und Geiseln aus der Zivilbevölkerung gehörten zu den Opfern der Einsatzgruppen. Die Zahl der Opfer, die von den Einsatzgruppen von Juni 1941 bis 1943 in der Sowjetunion ermordet wurden, wird auf mindestens 600.000, nach anderen Angaben auf mehr als eine Million Menschen geschätzt. Die Anklage ging auf Basis der Einsatzgruppen-Meldungen von mehr als einer Million Opfern aus.
Das Verfahren endete ohne Freisprüche: 14 Angeklagte wurden zum Tode verurteilt, zwei erhielten lebenslange Haftstrafen und fünf wurden zu Freiheitsstrafen zwischen zehn und zwanzig Jahren verurteilt. Ein Angeklagter verübte vor Prozessbeginn Suizid, einer schied wegen Krankheit aus dem Verfahren aus und ein weiterer wurde nach Anrechnung der verbüßten Untersuchungshaft entlassen. Im Zuge der Westintegration wandelte Hochkommissar John McCloy Anfang 1951 auf Empfehlung des Advisory Board on Clemency for War Criminals von den 14 Todesurteilen gegen die in Landsberg Inhaftierten des Einsatzgruppenprozesses zehn Urteile in Haftstrafen um. Davon wurden vier Todesurteile in lebenslange Haftstrafen umgewandelt und sechs Haftstrafen auf zehn beziehungsweise fünfundzwanzig Jahre reduziert. Vier Todesurteile wurden am 7. Juni 1951 vollstreckt. Auch die Haftstrafen weiterer Häftlinge wurden verkürzt. Die letzten drei Inhaftierten des Einsatzgruppenprozesses wurden im Mai 1958 aus der Haft entlassen.

## Vorgeschichte und Vorbereitung des Verfahrens

### Einsatzgruppen im Krieg gegen die Sowjetunion (1941–1943)
Einsatzgruppen zur „Säuberung der befreiten Gebiete von marxistischen Volksverrätern und anderen Staatsfeinden“ wurden erstmals bei dem „Anschluss Österreichs“ an das Deutsche Reich eingesetzt. Die erste Einsatzgruppe, das Einsatzkommando Österreich, stand unter Befehl von Franz Six, einem späteren Angeklagten im Einsatzgruppen-Prozess. Auch bei der Annexion des Sudetenlandes 1938 und bei der „Zerschlagung der Rest-Tschechei“ 1939 wurden Einsatzkommandos beziehungsweise Einsatzgruppen eingesetzt, die Gegner der nationalsozialistischen Herrschaft aufspüren und vernichten sollten. Während die Einsatzgruppen bei diesen Einsätzen vor Ausbruch des Zweiten Weltkriegs noch auf Basis von Listen mit namentlich aufgeführten Gegnern operierten, nahm der Einsatz beim Überfall auf Polen erstmals Züge von Völkermord an. Bestimmte Gruppen, wie Angehörige der polnischen Intelligenz, katholische Pfarrer und Adelige wurden pauschal zu Feinden erklärt und in vielen Fällen ermordet. Obwohl die Zahl der Opfer wie auch die Menge der beteiligten Einsatzgruppen-Angehörigen in Polen beträchtlich war, spielten diese Morde im Einsatzgruppen-Prozess keine Rolle. Aufgrund der Beweislage konzentrierte sich die Anklage auf die Taten der Einsatzgruppen in der besetzten Sowjetunion, beginnend mit der Vorbereitung auf den Überfall auf die Sowjetunion 1941 bis zur Eingliederung in stationäre Verbände beziehungsweise den beginnenden Rückzug 1943.
Bereits am 13. März 1941, etwa drei Monate vor dem Überfall des Deutschen Reiches auf die Sowjetunion, informierte der Leiter des Reichssicherheitshauptamtes (RSHA) Reinhard Heydrich den Generalquartiermeister der Wehrmacht Eduard Wagner über die Verwendung von Einsatzgruppen im Zuge des „Unternehmens Barbarossa“. Hitler selbst hatte zuvor den Reichsführer SS Heinrich Himmler mit der Umsetzung der „Sondermaßnahmen“ während des Unternehmens Barbarossa betraut:

„Im Operationsgebiet des Heeres erhält der Reichsführer SS zur Vorbereitung der politischen Verwaltung Sonderaufgaben im Auftrage des Führers, die sich aus dem endgültig auszutragenden Kampf zweier entgegengesetzter Systeme ergeben. Im Rahmen dieser Aufgaben handelt der Reichsführer SS selbständig und in eigener Verantwortung. […] Der Reichsführer SS sorgt dafür, dass bei Durchführung seiner Aufgaben die Operationen nicht gestört werden. Näheres regelt das OKH mit dem Reichsführer SS unmittelbar.“

Heydrich, als Stellvertreter Himmlers, und der Oberbefehlshaber des OKH Walther von Brauchitsch legten schließlich nach Verhandlungen folgendes fest: Die Wehrmacht sollte die Einsatzgruppen logistisch unterstützen und die Einsatzgruppen sollten eigenverantwortlich sicherheitspolizeiliche Sonderaufgaben im rückwärtigen Heeresgebiet wahrnehmen. Diese Aufgaben sollten die Sicherung wichtiger Dokumente staatsfeindlicher Organisationen, die Verhaftung wichtiger Einzelpersonen sowie das Erkunden „staatsfeindlicher Bestrebungen“ umfassen.

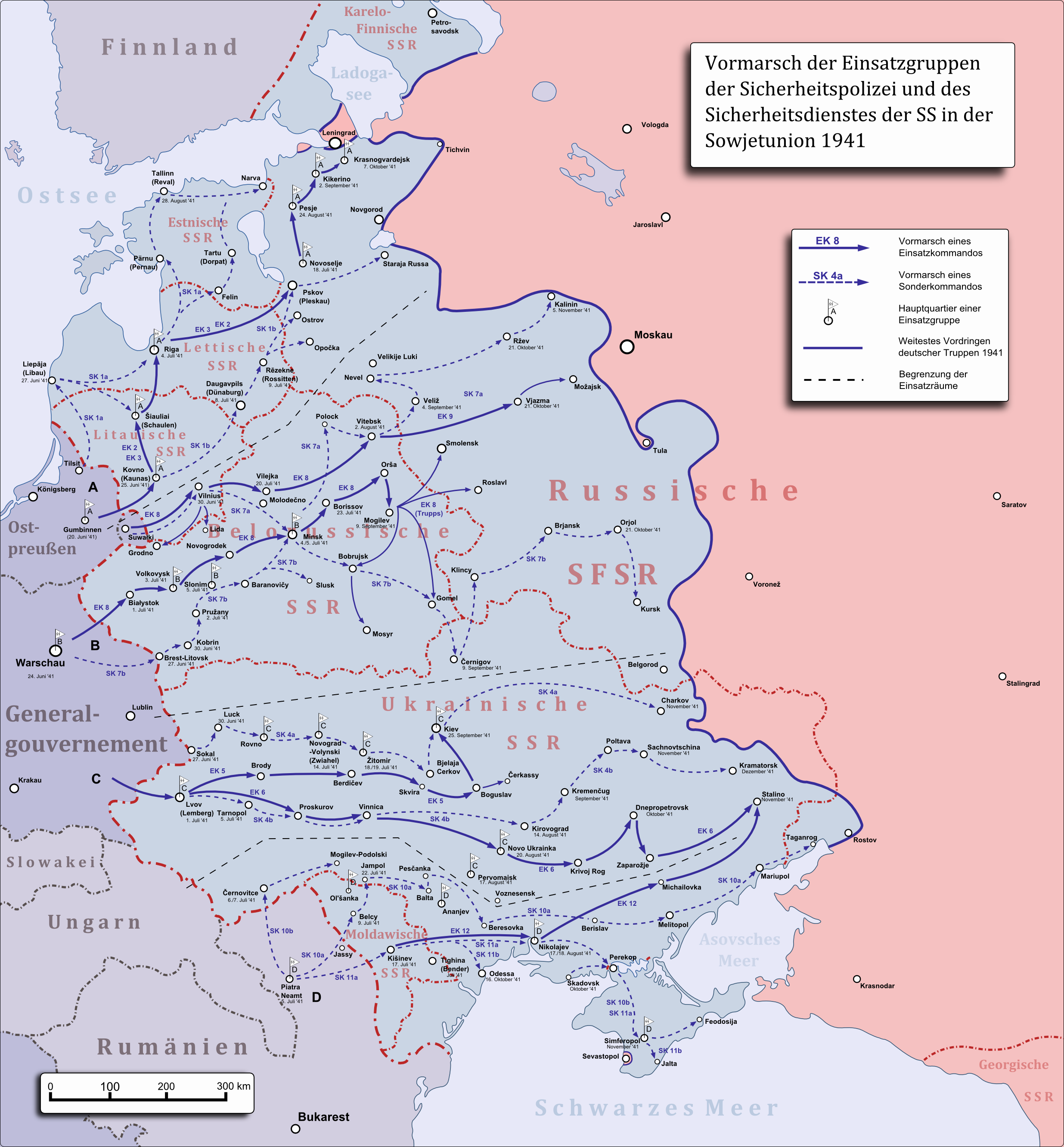
Vormarsch der Einsatzgruppen im Krieg gegen die Sowjetunion (1941)

Für die Einsatzgruppen wurden etwa 3000 geeignete Angehörige des RSHA und der Waffen-SS angeworben und im Mai 1941 im sächsischen Pretzsch versammelt. Ein allgemeiner „Judentötungsbefehl“ existierte zu diesem Zeitpunkt noch nicht, vielmehr entwickelte sich die Befehlsgebung dazu allmählich. Im Juni/Juli 1941 sollte es zunächst Aufgabe der Einsatzgruppen sein, die „jüdisch-bolschewistische Intelligenzschicht“ und Widerstandskämpfer in den besetzten Gebieten zu ermorden sowie die einheimische Bevölkerung bei antijüdischen Pogromen zu unterstützen. Erst im August/September 1941 erging ein allgemeiner „Judentötungsbefehl“ an die Führer der Einsatzgruppen. Insgesamt wurden vier Einsatzgruppen gebildet, die sich wiederum in Einsatz- oder Sonderkommandos gliederten:
- Der Einsatzgruppe A, zunächst unter dem Kommandeur Walter Stahlecker, gehörten etwa 1000 Männer an. Ihr Operationsgebiet war ausgehend von Ostpreußen das rückwärtige Armeegebiet der Heeresgruppe Nord im Baltikum und den angrenzenden nordöstlichen russischen Bezirken bis vor Leningrad.
- Der Einsatzgruppe B, zunächst unter dem Kommandeur Arthur Nebe, gehörten etwa 655 Männer an. Ihr Operationsgebiet war ausgehend von Warschau das rückwärtige Armeegebiet der Heeresgruppe Mitte von Weißrussland bis an den Rand von Moskau.
- Der Einsatzgruppe C, zunächst unter dem Kommandeur Otto Rasch, gehörten etwa 700 Männer an. Ihr Operationsgebiet war ausgehend von Oberschlesien das rückwärtige Armeegebiet der Heeresgruppe Süd in der mittleren Ukraine.
- Der Einsatzgruppe D, zunächst unter dem Kommandeur Otto Ohlendorf, gehörten etwa 600 Männer an. Ihr Operationsgebiet war das rückwärtige Armeegebiet der deutschen 11. Armee und des rumänischen Heers in Moldawien, der südlichen Ukraine und auf der Krim.

Am 23. Juni 1941, einen Tag nach dem Überfall auf die Sowjetunion, folgten die Einsatzgruppen der Wehrmacht. Die Kommandos der Einsatzgruppen verübten, teilweise mit Angehörigen der ortsansässigen Polizei und im Beisein beziehungsweise sogar unter Mithilfe der Bevölkerung, Massaker an den einheimischen Juden, „Zigeunern“, Kriegsgefangenen sowie kommunistischen Funktionären. Die Opfer, darunter Frauen, Kinder und Greise, wurden hauptsächlich durch Erschießen in Schluchten, Gruben oder Steinbrüchen in Gruppen ermordet. Die Massenerschießungen führten bei vielen Angehörigen der Einsatzgruppen zu psychischen Ausnahmeerscheinungen, die auch durch den tolerierten erheblichen Alkoholkonsum nicht schwanden. Daher wurden seitens des RSHA den Einsatzgruppen zusätzlich so genannte Gaswagen zur Verfügung gestellt, in denen mittels Auspuffgasen ab Ende 1941 die größtenteils jüdischen Opfer ermordet wurden. Bekanntheit erlangte insbesondere das Massaker in der Schlucht Babi Yar, dem am 29. und 30. September 1941 über 33.000 Juden zum Opfer fielen. Zum Jahreswechsel 1941/42 meldeten die Einsatzgruppen folgende Zahlenangaben zu den getöteten Juden: Einsatzgruppe A 249.420, Einsatzgruppe B 45.467, Einsatzgruppe C 95.000, Einsatzgruppe D 92.000. Ein Angehöriger der Wehrmacht wurde Zeuge von Erschießungen und berichtete nach Kriegsende:

„Unter anderem lag in dem Grab ein alter Mann mit einem weißen Vollbart, der über seinem linken Arm noch ein kleines Spazierstöckchen hängen hatte. Da dieser Mann noch durch seine stoßweise Atemtätigkeit Lebenszeichen von sich gab, ersuchte ich einen der Polizisten, ihn endgültig zu töten, worauf dieser mit lachender Miene sagte: ‚Dem habe ich schon siebenmal was in den Bauch gejagt, der krepiert schon von alleine.‘“

Nach der Etablierung einer deutschen Zivilverwaltung in den besetzten sowjetischen Gebieten wurden durch Einheiten der Ordnungspolizei, Waffen-SS und sogenannter einheimischer Hilfswilliger, die den eingesetzten Höheren SS- und Polizeiführern unterstanden, weitere Massenmorde an Juden begangen. Insgesamt fielen mindestens 600.000 und möglicherweise über 1.000.000 Menschen diesen Mordaktionen zum Opfer. Die Sonderkommandos der Aktion 1005 unter der Leitung von Paul Blobel mussten ab Sommer 1943 die verscharrten Leichen der Ermordeten exhumieren und anschließend verbrennen, um die Spuren dieser Verbrechen zu beseitigen.

### Otto Ohlendorf als Zeuge (1945–1946)

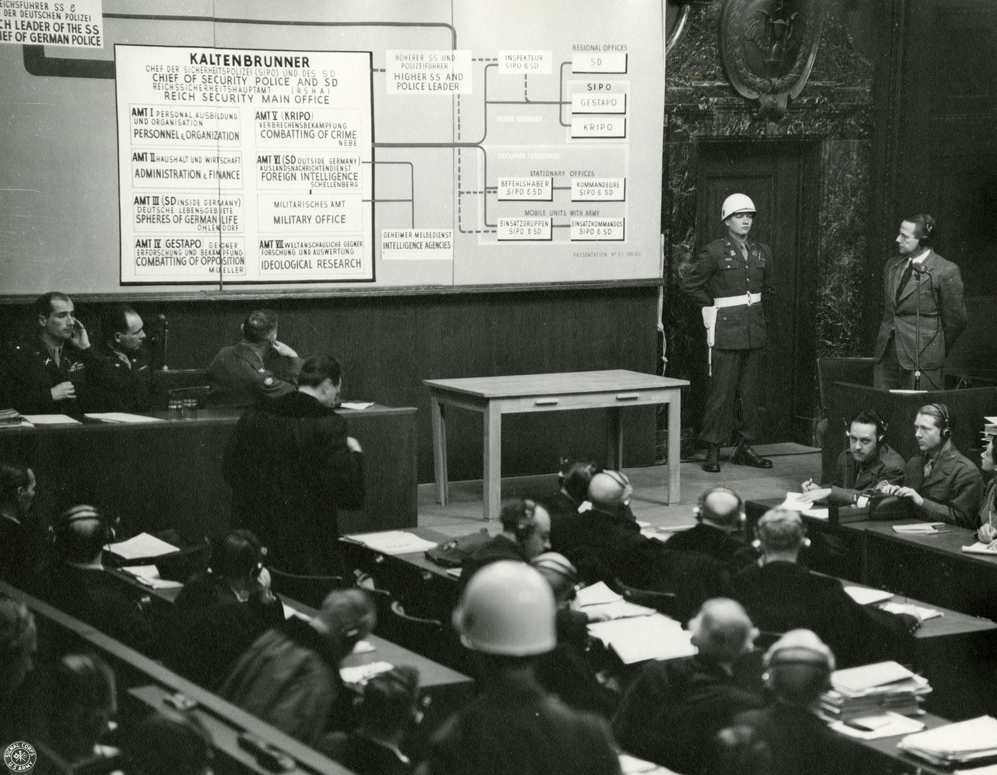
Ohlendorf bei der Zeugenaussage zu Organigramm, 3. Januar 1946

Otto Ohlendorf war als SS-Brigadeführer und Kommandeur der Einsatzgruppe D einer der drei höchstrangigen Angeklagten im Einsatzgruppen-Prozess. Nur Jost und Naumann waren ihm in Dienstgrad und Dienststellung ebenbürtig, doch Ohlendorf war auch diesen beiden Mitangeklagten in Sachen Intellekt, Auftreten und Ausstrahlung weit überlegen. So würde Ohlendorf auf Seiten der Angeklagten im Mittelpunkt des Verfahrens stehen, dessen offizielle Bezeichnung entsprechend The United States of America against Otto Ohlendorf, et al. lautete. Bevor auch nur die Vorüberlegung zu einem Einsatzgruppen-Prozess stattfand, legte Ohlendorf Zeugnis über die Struktur, Befehle und Einsätze der Einsatzgruppen ab: erst als Kriegsgefangener der Engländer und dann als Zeuge der Anklage im Nürnberger Hauptkriegsverbrecherprozess. Ohne Ohlendorfs Aussagen hätte der Einsatzgruppen-Prozess wohl nicht stattgefunden, da sie den Anstoß zur Erweiterung und Fokussierung des Nachfolgeprozesses gaben. Der amerikanische Ankläger Whitney Harris sagte über Ohlendorf, dieser habe „den Einsatzgruppen-Prozess geschaffen“.
Ohlendorf hatte im Juli 1942 das Kommando der Einsatzgruppe D an Walther Bierkamp abgegeben und war nach Berlin zum Reichssicherheitshauptamt zurückgekehrt, wo er wieder die Leitung des SD-Inland (Amt III) übernahm. Daneben war er für das Reichswirtschaftsministerium tätig. Zum Zeitpunkt des Kriegsendes hielt sich Ohlendorf mit der Regierung Dönitz bei Flensburg auf. Am 21. Mai 1945 war Ohlendorf mit hunderten Mitarbeitern der Regierung Dönitz in britische Kriegsgefangenschaft gegangen, denn er hegte die Hoffnung, auch den Alliierten als „Meinungsforscher“ und selbsterklärter Wirtschaftsexperte nützlich zu sein.
Ohlendorfs Aussage in Nürnberg war eine Sensation. Am 3. Januar 1946 trat er erstmals in den Zeugenstand und schockierte die Angeklagten nebst ihren Verteidigern mit den nüchtern vorgetragenen Details der Einsatzgruppen-Massenmorde. Für die Anklage war seine Aussage äußerst wertvoll: Der zweite IMT-Ankläger Telford Taylor bezeichnete Ohlendorfs Zeugnis im Sinne der Beweislast in seinen Memoiren als “real blockbuster” (ungefähr: Die Aussage „schlug ein wie eine Bombe“). Vernommen wurde Ohlendorf im Zeugenstand vom Anklagevertreter John Amen, der schon 1945 seine Vernehmung in britischer Gefangenschaft geleitet und teils persönlich geführt hatte. Unter Amens Befragung kam es dabei zum entscheidenden Durchbruch in Ohlendorfs Aussageverhalten. Später reklamierten andere Mitglieder des Militärgerichts die Erzielung des entscheidenden Ohlendorff-Geständnisses für sich, so Richter Musmanno in seinem Buch über den Prozess. Musmanno erweckt darin den Eindruck, er habe „im Alleingang ermittelt, angeklagt, verhandelt und verurteilt“.

### Fund der Einsatzgruppen-Meldungen in Berlin (1946–1947)

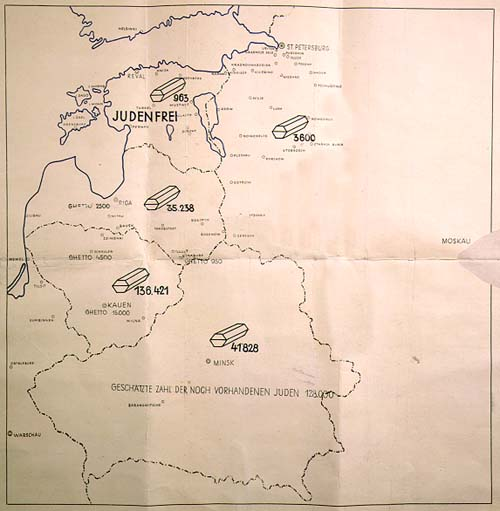
Anhang zum zweiten Bericht von Stahlecker an Heydrich vom 31. Januar 1942

Die Einsatzgruppen-Meldungen waren von zentraler Bedeutung für den Einsatzgruppen-Prozess – für dessen Zustandekommen, für die Identifizierung und Suche nach den Tatverdächtigen sowie als Beweisstück im Prozess selbst. Mit dem Begriff „Einsatzgruppen-Meldungen“ werden folgende Berichtsreihen und Dokumente bezeichnet:
- Ereignismeldungen UdSSR, von denen 195 zwischen Juni 1941 und April 1942 erfolgten. Bis auf eine Meldung blieben alle erhalten.[20]
- Tätigkeits- und Lageberichte der Einsatzgruppen der Sicherheitspolizei und des SD in der UdSSR, die im gleichen Zeitraum wie die Ereignismeldungen UdSSR abgegeben wurden, aber in längeren Zeitabständen. Diese Berichte haben eher summarischen Charakter und behandeln oft die gleichen Taten wie die Ereignismeldungen.[20]
- Meldungen aus den besetzten Ostgebieten, welche die Ereignismeldungen UdSSR als regelmäßige Berichte ablösten. Diese Meldungen beinhalten im Vergleich zu den Ereignismeldungen UdSSR weniger direkte Aussagen zum Mord an den Juden, dafür mehr Details zur Partisanenbekämpfung.[20]
- Drei Berichte: zwei Berichte von Walter Stahlecker, der erste aus dem Oktober 1941 und der zweite vom Januar 1942,[21] sowie der Jäger-Bericht des Karl Jäger aus dem Dezember 1941.[22]

Diese Berichte wurden im Zeitraum von Juni 1941 bis Mai 1943 von den Stäben der Einsatzgruppen per Funk und Kurier nach Berlin an das RSHA gemeldet. Sie enthielten detaillierte Angaben zu den Zahlen ermordeter Juden und anderer Sowjetbürger, zu Tatorten und beteiligten Einheiten. Die Berichte unterlagen der Geheimhaltung, die meisten trugen den Vermerk „Geheime Reichssache.“ Sie wurden in zweistelliger Anzahl kopiert und dann in nummerierten Exemplaren weitergegeben. Der Verteiler umfasste Empfänger in Dienststellen des RSHA sowie in hohen Ämtern in NSDAP, Reichsregierung und Militär. Selbst in den Einsatzgruppen war die Zahl der Personen mit Zugang zu diesen Berichten und deren Übertragung begrenzt, so hatten in der Einsatzgruppe D nur drei Offiziere und ein Funker Zugang zu den eigenen Meldungen.

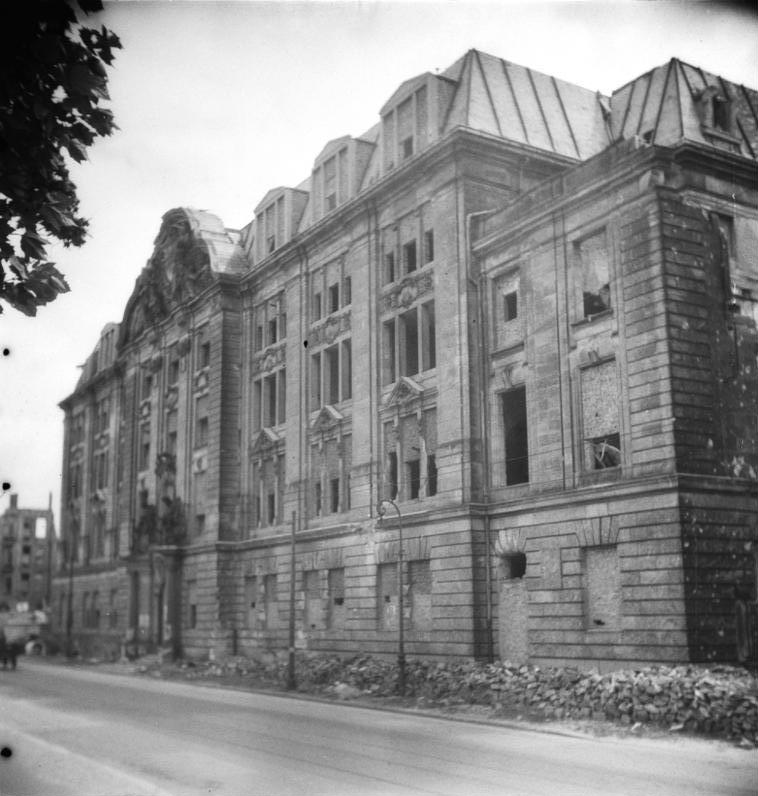
Zerstörtes Gestapo-Hauptquartier, Fundort der Einsatzgruppen-Meldungen

Die amerikanische Einheit 6889th BDC (Berlin Document Center) stellte in Berlin ab 1945 auf Befehl von General Lucius D. Clay Akten der Reichs- und NS-Behörden sicher. Hauptaufgabe war die Versorgung der Viermächteverwaltung mit benötigten administrativen Unterlagen. Der Fokus auf die Dokumentation und Verfolgung von NS-Verbrechen entwickelte sich erst sukzessive mit der Abgabe von Verwaltungsunterlagen an bizonale und dann deutsche Behörden. Die 6889th BDC bildete damit den Ursprung des Berlin Document Center. Am 3. September 1945 stellte die 6889th BDC im vierten Stockwerk des Hauptquartiers der Gestapo in der Berliner Prinz-Albrecht-Straße (heute Topographie des Terrors) zwei Tonnen an Unterlagen sicher. Die Unterlagen enthielten unter anderem 578 Aktenordner aus Beständen des RSHA und der Gestapo. In zwölf der Aktenordner (Nr. E316 und E325–E335) befand sich ein fast kompletter Satz der Ereignismeldungen UdSSR und der Meldungen aus den besetzten Ostgebieten. Die Einsatzgruppen-Meldungen befanden sich von da an zwar im Besitz der Amerikaner, doch entdeckt wurden sie erst ein gutes Jahr später: Ende 1945 befanden sich an verschiedenen Orten der Document-Center-Einheiten in der amerikanischen Zone mehr als 1600 Tonnen Unterlagen, nach Schätzung von Ferencz hatte allein das Berliner BDC acht bis neun Millionen sichergestellte Dokumente in Verwahrung. Die Sichtung der Akten schritt nur langsam voran. Daher waren die Einsatzgruppen-Meldungen der Anklage im Nürnberger Hauptkriegsverbrecherprozess noch nicht bekannt und dort kein Beweismittel.

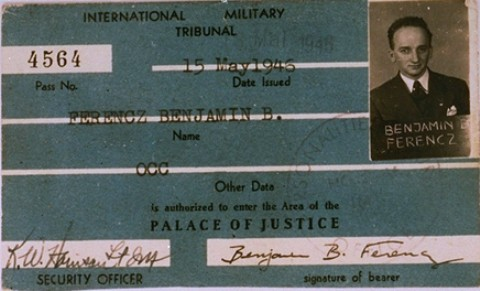
Dienstausweis von Ferencz für den IMT, 15. Mai 1946

Brigadegeneral Telford Taylor leitete – erst als Stellvertreter von Robert H. Jackson und dann ab Oktober 1946 als dessen Nachfolger – als Hauptankläger die Ermittlungen in den Nürnberger Nachfolgeprozessen. Anfang 1946 hielt sich Taylor in Washington, D.C. auf, um Mitarbeiter für die von ihm geleitete Ermittlungsbehörde Office of Chief of Counsel for War Crimes (OCCWC) zu gewinnen, was sich als schwierig herausstellte: Die wenigen Juristen, die im Dienst der US-Army 1944/45 Erfahrung mit der Ermittlung und Anklage von Kriegsverbrechen gesammelt hatten, waren nun demobilisiert und wenig gewillt, eine lukrative Beschäftigung im heimatlichen Zivilleben aufzugeben, um im zerstörten Deutschland eine Uniform zu tragen, daher war das OCCWC chronisch unterbesetzt. Der Strafrechtsprofessor Sheldon Glueck, bei dem Taylor an der Harvard Law School (HLS) studiert hatte, empfahl diesem den jungen HLS-Absolventen Benjamin Ferencz als „vielversprechenden Studenten“, der bereits ab Februar 1945 beim Judge Advocate in Deutschland Erfahrungen bei der Aufklärung von Kriegsverbrechen gesammelt hatte. Ferencz war Ende 1945 demobilisiert worden und in die USA zurückkehrt. Am 20. März 1946 akzeptierte Ferencz Taylors Angebot und war nun civilian war crimes investigator (Zivilermittler für Kriegsverbrechen) beim OCCWC. Ferencz war gerade erst 26 Jahre alt. Gegen Mitte 1946 traf er wieder in Deutschland ein. Taylor schickte ihn unverzüglich nach Berlin, wo Ferencz ein Team von Ermittlern aufbauen sollte. Seine Aufgabe umfasste die Überprüfung der beschlagnahmten Unterlagen der nationalsozialistischen Behörden in Hinblick auf die Verwertbarkeit für die Nürnberger Nachfolgeprozesse. Am 16. August 1946 ernannte Taylor Ferencz zum Leiter der Berliner Zweigstelle des OCCWC.
Ferencz datiert die Entdeckung der Einsatzgruppen-Meldungen auf Ende 1946/Anfang 1947. Ein Mitarbeiter seines OCCWC-Teams habe ihm mehrere Leitz-Ordner gezeigt, welche einen nummerierten Satz der mimeographierten Original-Berichte enthielten. Ferencz erkannte sofort die Bedeutung der Berichte als Beweismittel, flog nach Nürnberg und legte sie Taylor vor. Die erste schriftliche Erwähnung der Einsatzgruppen-Meldungen in OCCWC-Unterlagen stammt vom 15. Januar 1947. Von März bis April 1947 analysierte das Team von Ferencz die Einsatzgruppen-Meldungen. Beim Abgleich der dabei identifizierten Täter mit den Personalunterlagen der Kriegsgefangenen in amerikanischer Hand stellte sich heraus, dass einige der nun Gesuchten bereits als „unbelastet“ entlassen worden waren, so auch Heinz Schubert. Die Zeit drängte – Auswertung und strafrechtliche Verwertung der Einsatzgruppen-Meldungen durch die Amerikaner waren rückblickend nur in einem engen Zeitfenster möglich. Anfang 1947 plante Taylor noch 18 Nürnberger Nachfolgeprozesse, musste diesen Umfang aber angesichts von Budget- und Zeitmangel reduzieren. Noch am 14. März 1947 schlug Taylor der amerikanischen Militärregierung vor, drei der geplanten Prozesse als „weniger notwendig“ nicht durchzuführen. Einer der zur Kürzung stehenden Prozesse war gegen Ohlendorf und andere hohe Mitglieder des SD, der Gestapo und des RSHA vorgesehen. Bis zu diesem Zeitpunkt war die Schwere der Einsatzgruppen-Verbrechen und die Beweiskraft der Einsatzgruppen-Meldungen in der Spitze der amerikanischen Anklagebehörde noch nicht erkannt worden.

### Entscheidung für den Prozess und Aufstellung des Gerichts (1947–1948)

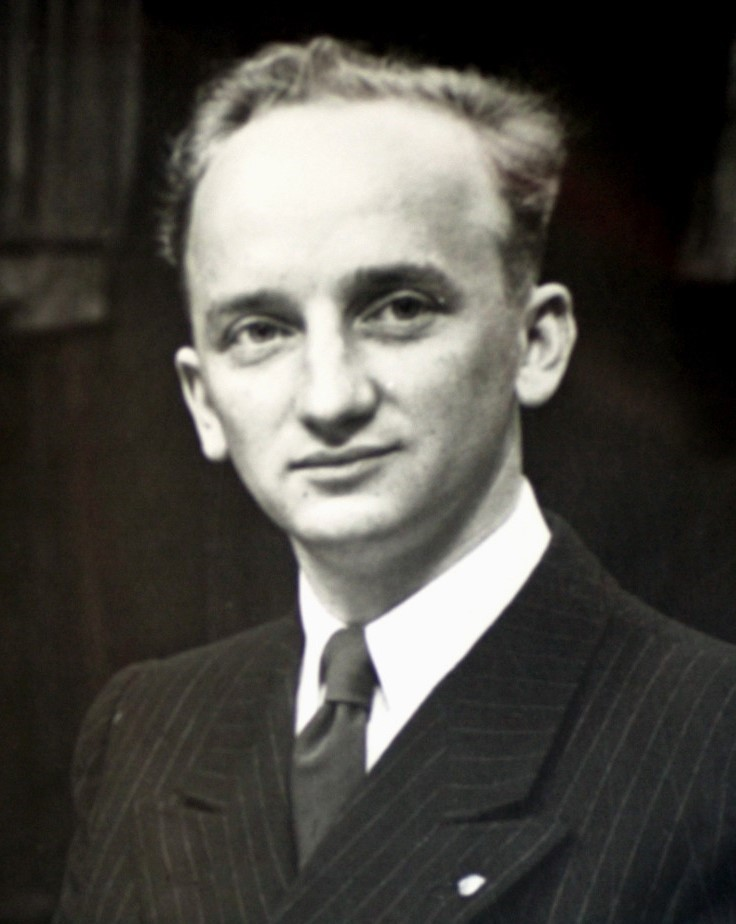
Benjamin Ferencz (1947)

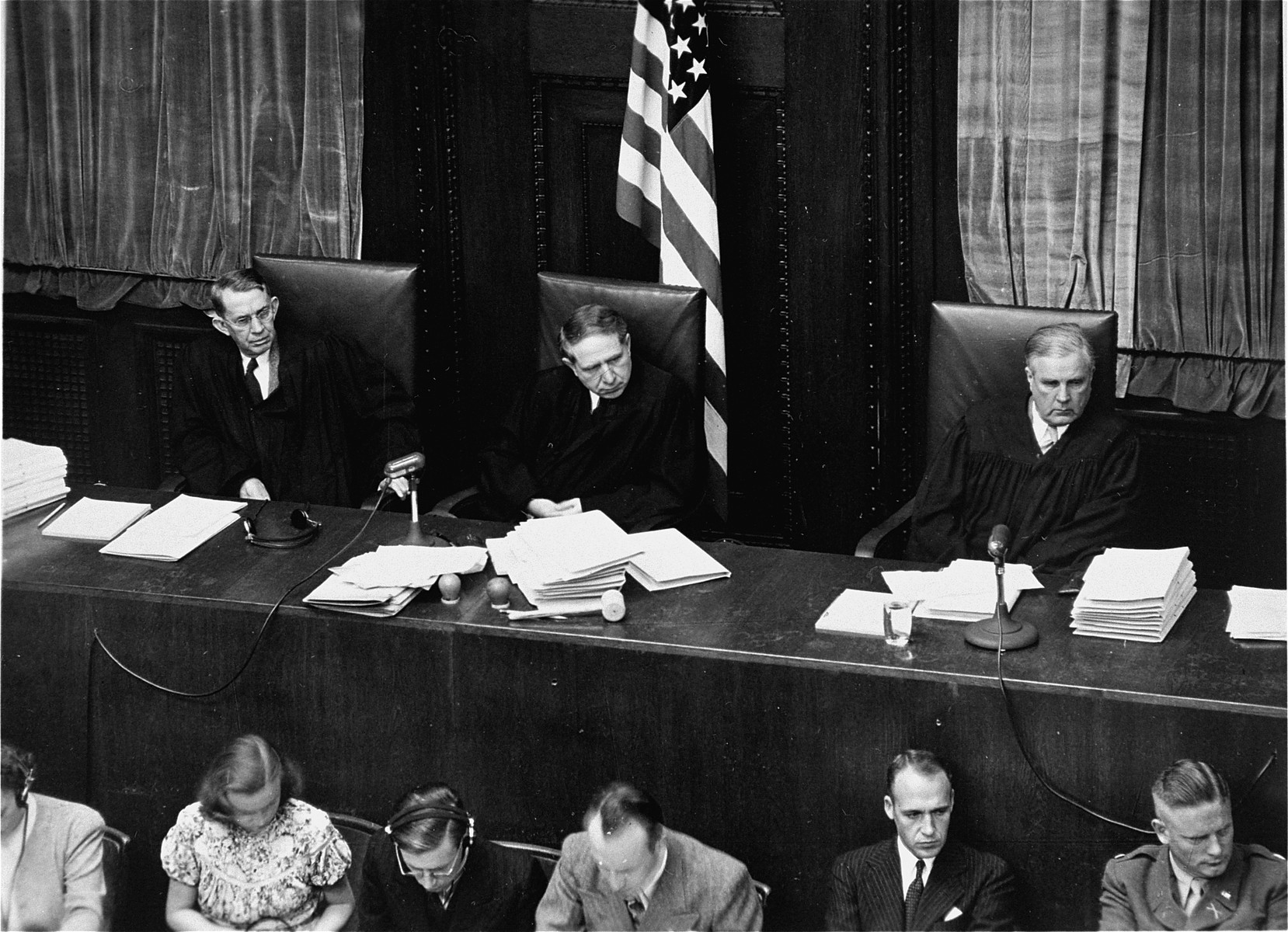
Die Richter Speight, Musmanno und Dixon (von links nach rechts) während des Verfahrens

Als Ferencz seinem Vorgesetzten Taylor Anfang 1947 die Einsatzgruppen-Meldungen erstmals präsentierte, lehnte dieser die Einleitung eines zusätzlichen Einsatzgruppen-Prozesses vorerst ab, da es einfach nicht genug Personal, Budget und Zeit für die Durchführung von mehr als den bereits geplanten Nachfolgeprozessen gäbe. Was genau Taylor zu seinem Sinneswandel bewegte, bleibt unklar, es mag die Dringlichkeit des Vortrags von Ferencz gewesen sein oder die eindeutige Beweislage anhand der Einsatzgruppen-Meldungen – jedenfalls wandelte Taylor das gegen Ohlendorf und eine lose definierte Gruppe von hochrangigen SS-Tätern geplante Verfahren um: Es sollte nun im Verfahren nur noch um die Einsatzgruppen in der besetzten Sowjetunion gehen, nur Ohlendorf sollte Angeklagter bleiben. Am 22. März 1947 bestimmte Taylor den leitenden Staatsanwalt für das Verfahren: Benjamin Ferencz, mit 27 Jahren der jüngste leitende Staatsanwalt bei den Nürnberger Prozessen. Das war die formelle Geburtsstunde des Einsatzgruppen-Prozesses.
Ferencz schrieb später, dass Taylor ihm „seinen“ Prozess unter einer Bedingung gab: keine Neuanstellungen von Staatsanwälten oder Ermittlern im OCCWC; das Verfahren musste innerhalb des bereits festgelegten (Personal-)Budgets und Zeitrahmens stattfinden. Es gelang Ferencz, von den parallel laufenden Nürnberger Nachfolgeprozessen vier Staatsanwälte für sein Verfahren abzuziehen: Arnost Horlik-Hochwald, ursprünglich aus Tschechien, Peter Walton aus Georgia, John Glancy aus New York und James Heath aus Virginia. Diese Mitarbeiter bildeten nicht die Elite der amerikanischen Militärstaatsanwaltschaft; die anderen leitenden Staatsanwälte gaben eher ihre schlechteren Mitarbeiter ab. Insbesondere James Heath war zwar ein erfahrener Staatsanwalt, hatte jedoch ein schweres Alkoholproblem. Taylor wollte Heath ursprünglich entlassen, doch Ferencz, der mit Heath in Nürnberg ein Zimmer geteilt hatte, gab ihm eine Chance.
Das zuständige Gericht war das Nuremberg Military Tribunal II (NMT-II). Der vorsitzende Richter war Michael A. Musmanno, vorher Richter in Pittsburgh, Pennsylvania. John J. Speight, ein angesehener Anwalt aus Alabama, und Richard D. Dixon, ein ehemaliger Richter des Supreme Court des Staates North Carolina, vervollständigten die Richterbank. Das Verfahren wurde von Musmanno dominiert.

## Die Angeklagten

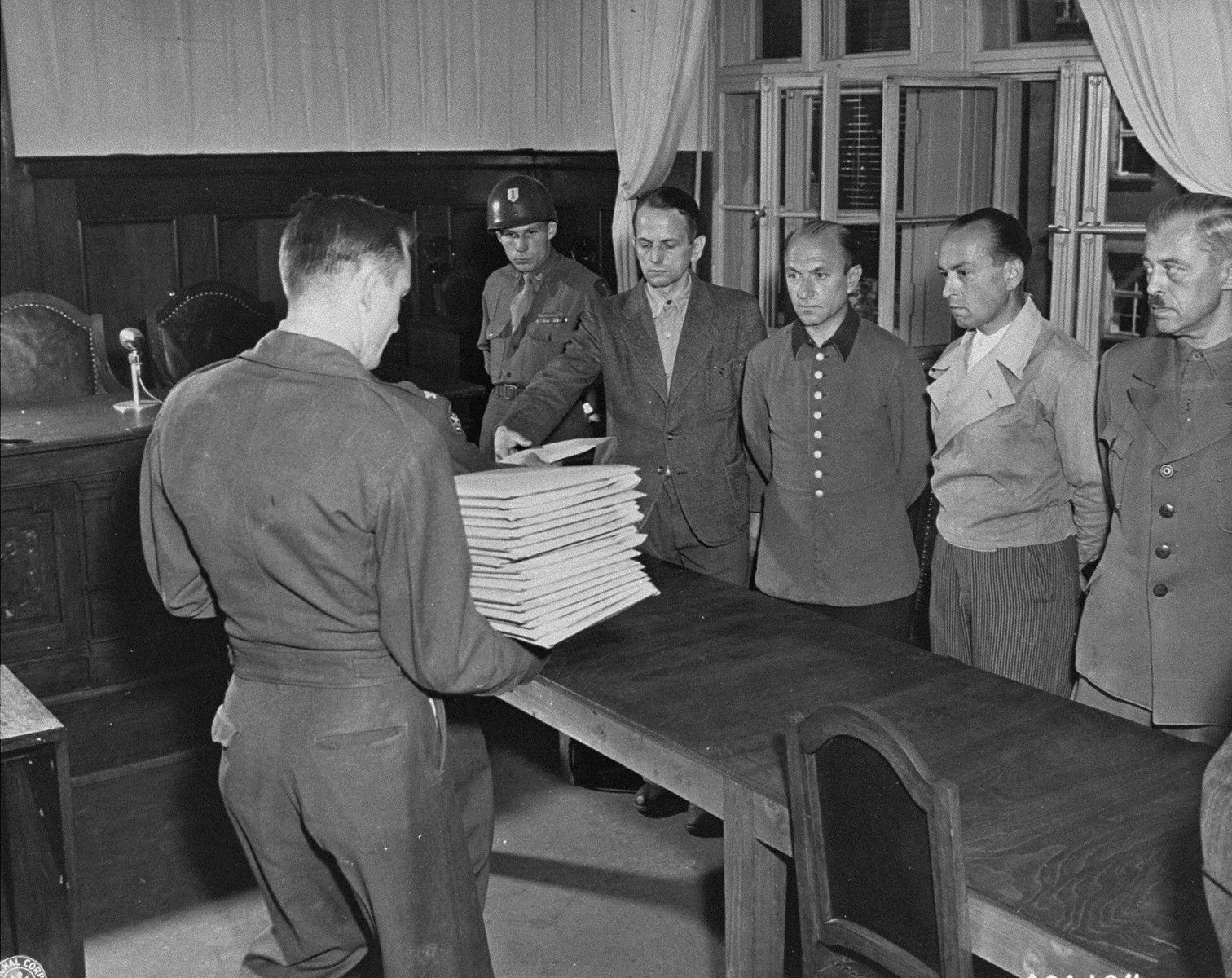
Otto Ohlendorf erhält am 7. Juli 1947 die Anklageschrift

Unter den Angeklagten befanden sich acht Juristen, ein Universitätsprofessor, ein Zahnarzt, ein Opernsänger sowie ein Kunstsachverständiger. Nach ihrem Rang geordnet, wurden sechs Brigadeführer (entsprach den Generälen der Wehrmacht), 16 Sturmbann-, Obersturmbann- und Standartenführer (Stabsoffiziere von Major bis Oberst) und ein Oberscharführer (Unteroffizier) angeklagt. Der Beschuldigte Haussmann beging noch vor der Verfahrenseröffnung am 31. Juli 1947 in der Untersuchungshaft Suizid. Die Anklageschrift wurde am 3. Juli 1947 fertiggestellt und am 29. Juli 1947 durch die Namen weiterer Beschuldigter, nämlich Steimle, Braune, Haensch, Strauch, Klingelhöfer und Radetzky, ergänzt. Die bei Gericht eingereichte Anklageschrift wurde noch im Juli 1947 den Beschuldigten übergeben und enthielt folgende drei Anklagepunkte bezogen auf alle Angeklagten:
1. Verbrechen gegen die Menschlichkeit
2. Kriegsverbrechen
3. Mitgliedschaft in einer verbrecherischen Organisation

### Abbildungen der Angeklagten

Fotos der ursprünglich 24 Angeklagten bei Aufnahme in die U-Haft
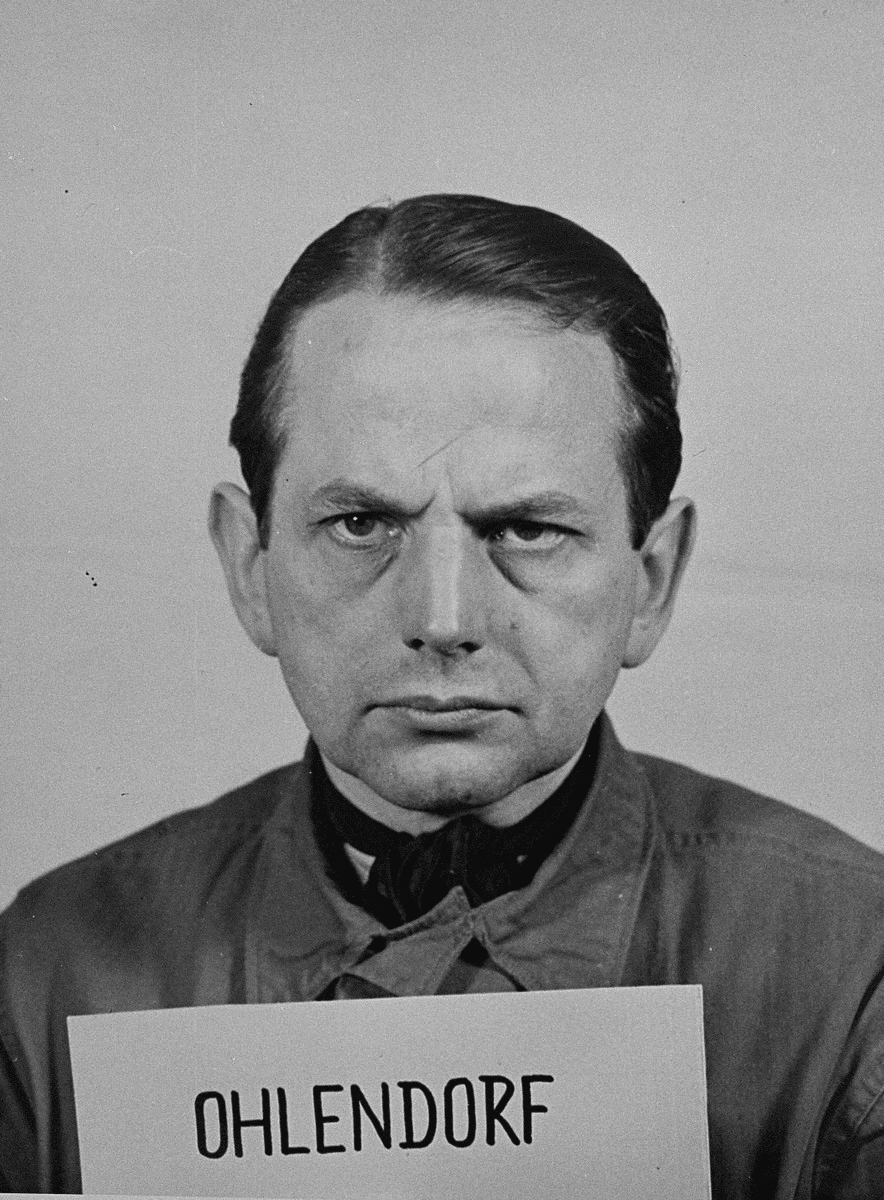
1. Otto Ohlendorf
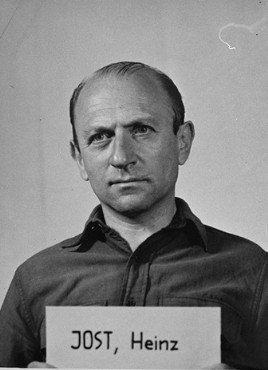
2. Heinz Jost
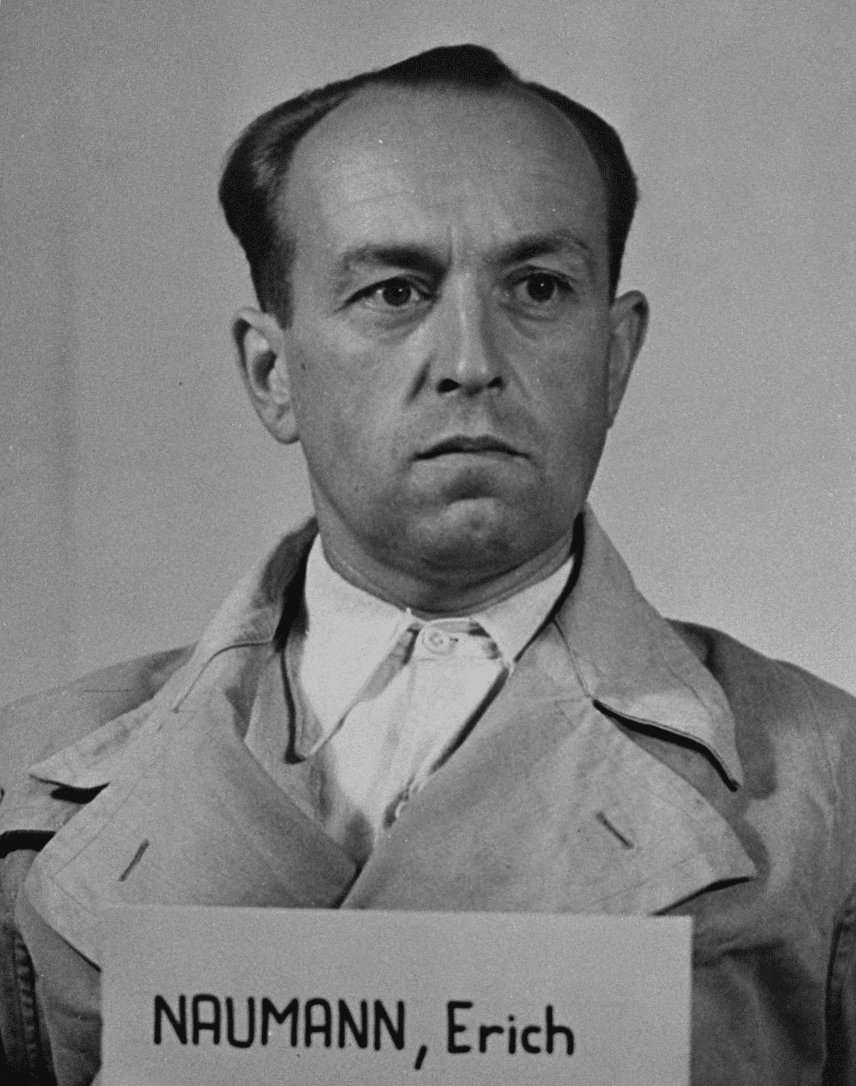
3. Erich Naumann
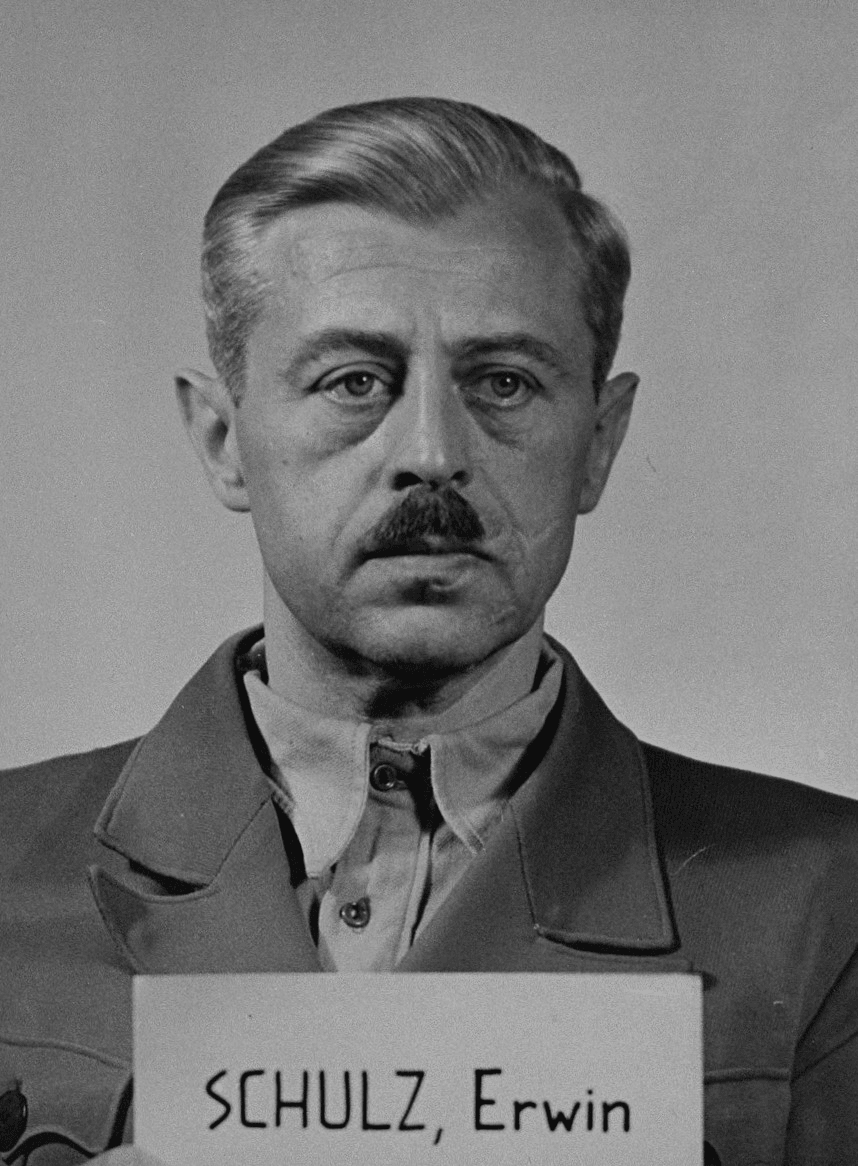
4. Erwin Schulz
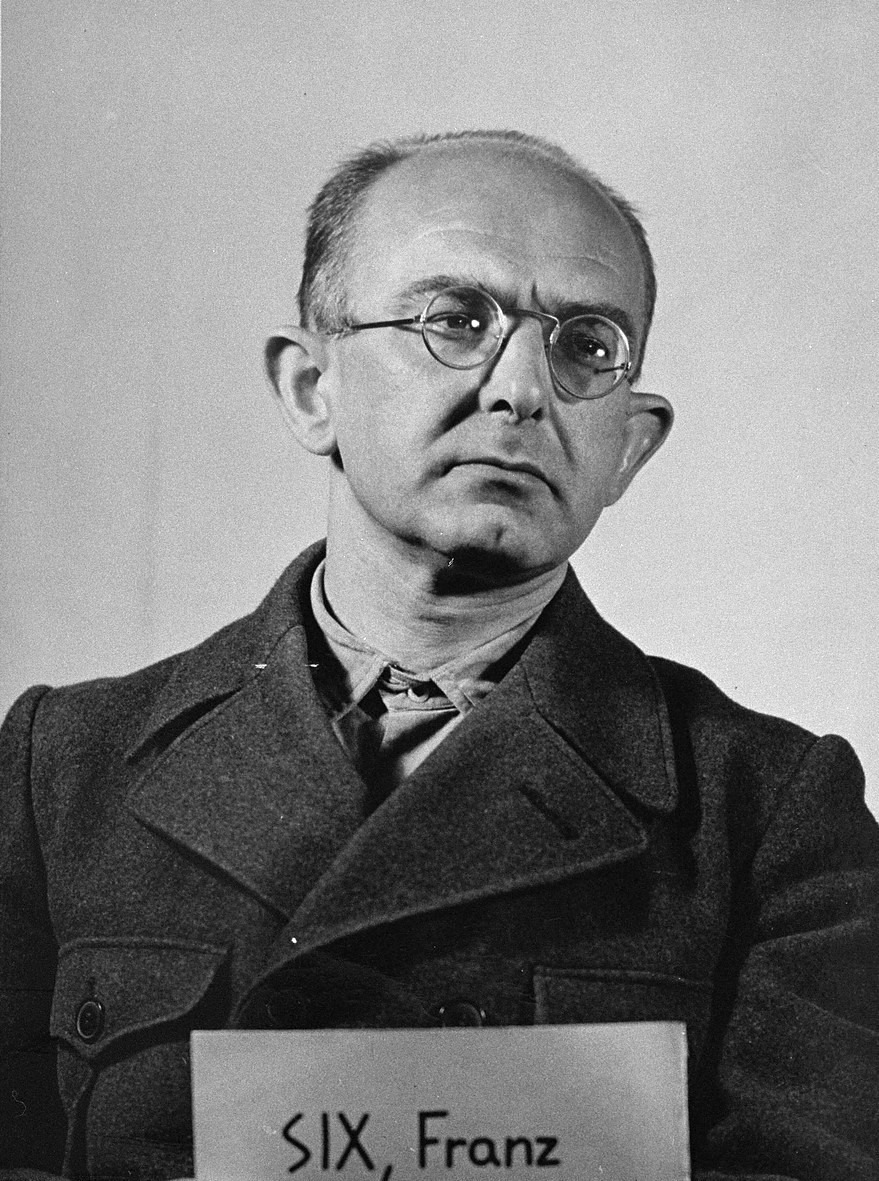
5. Franz Six
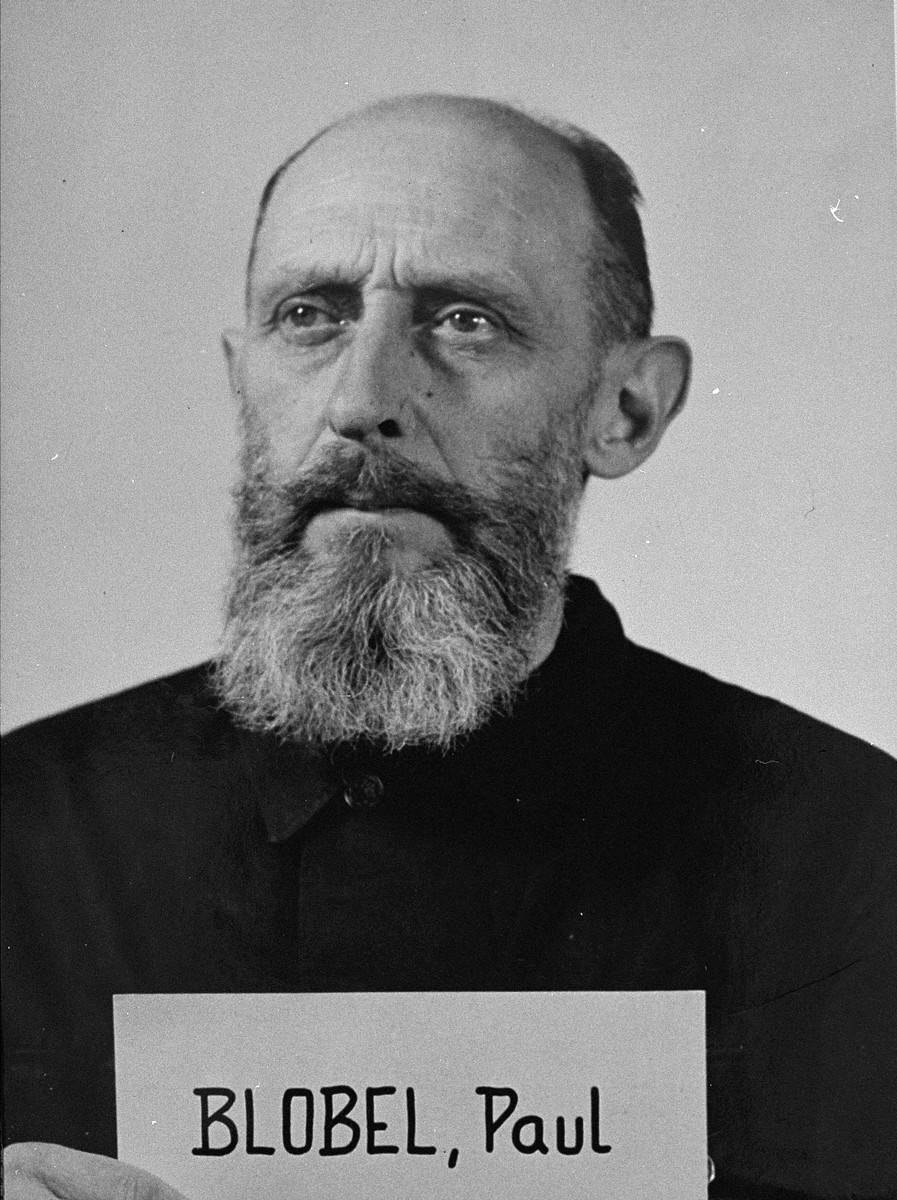
6. Paul Blobel
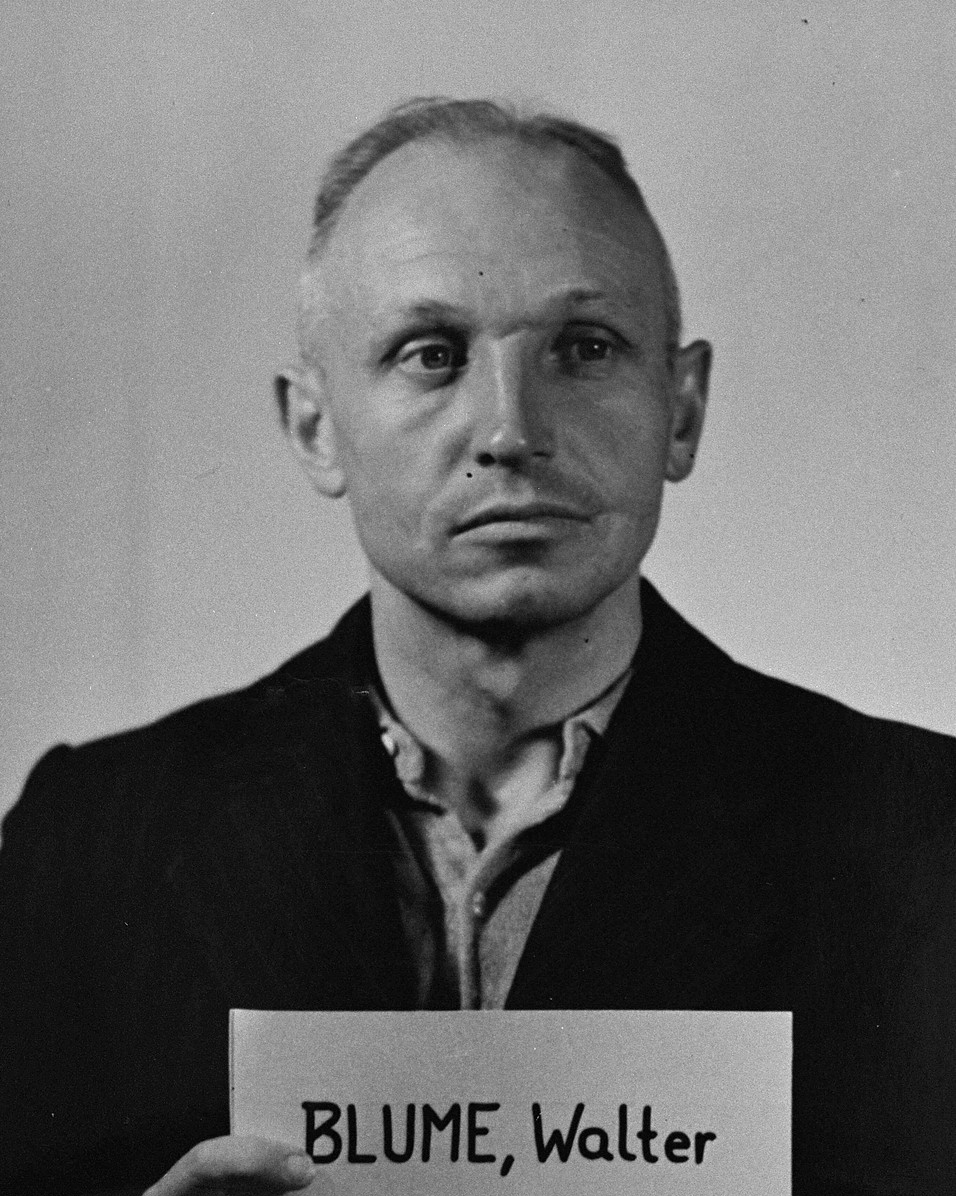
7. Walter Blume
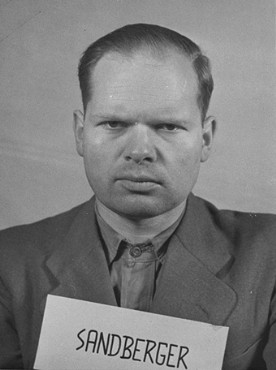
8. Martin Sandberger
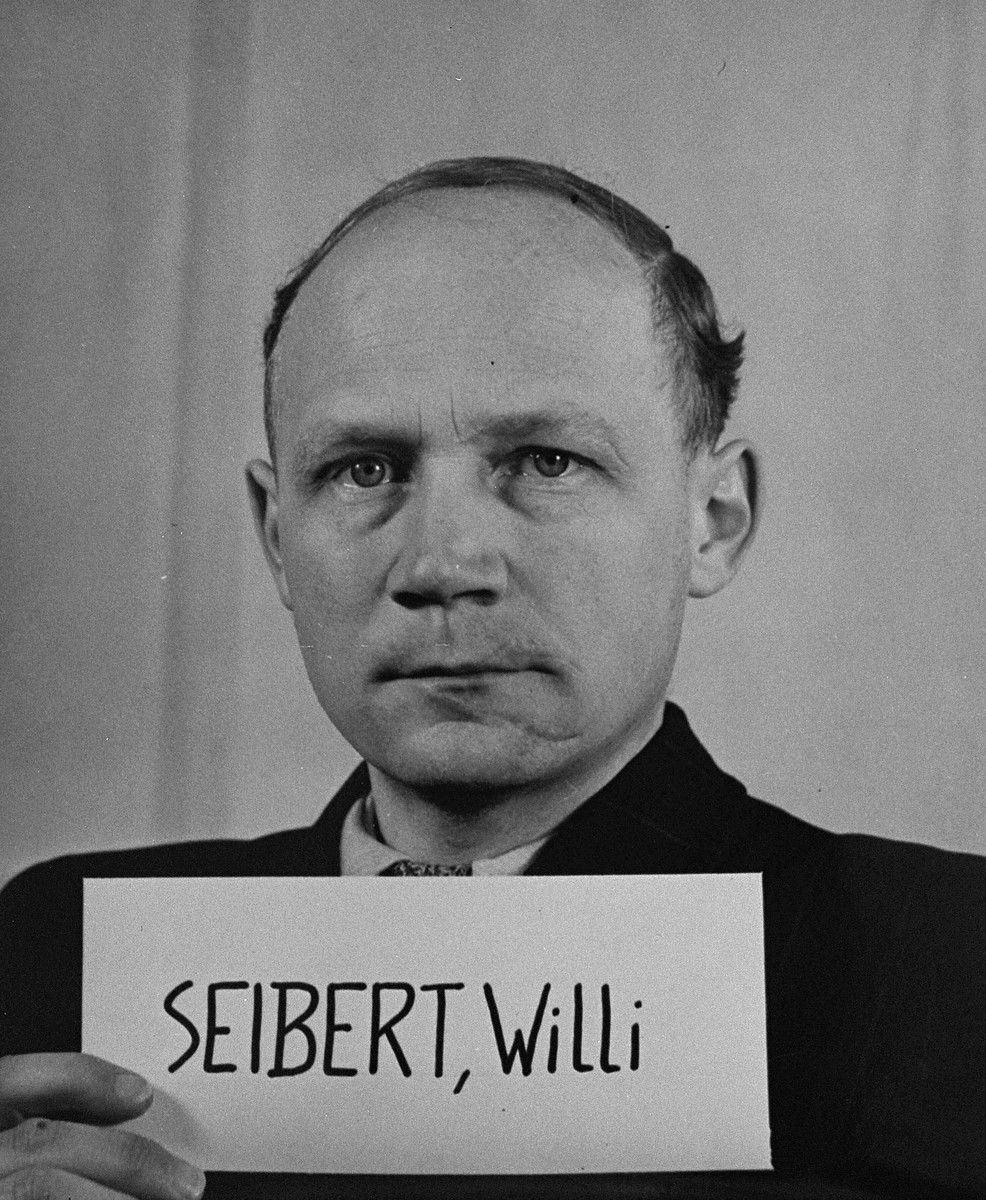
9. Willy Seibert
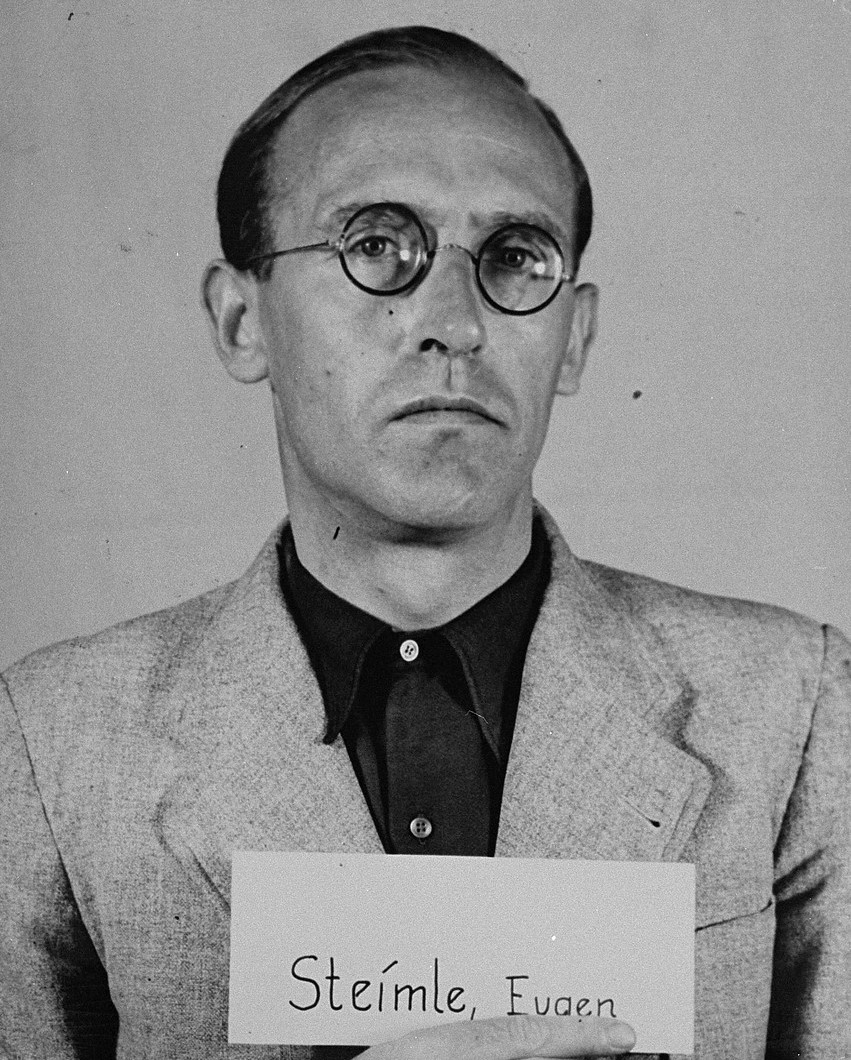
10. Eugen Steimle
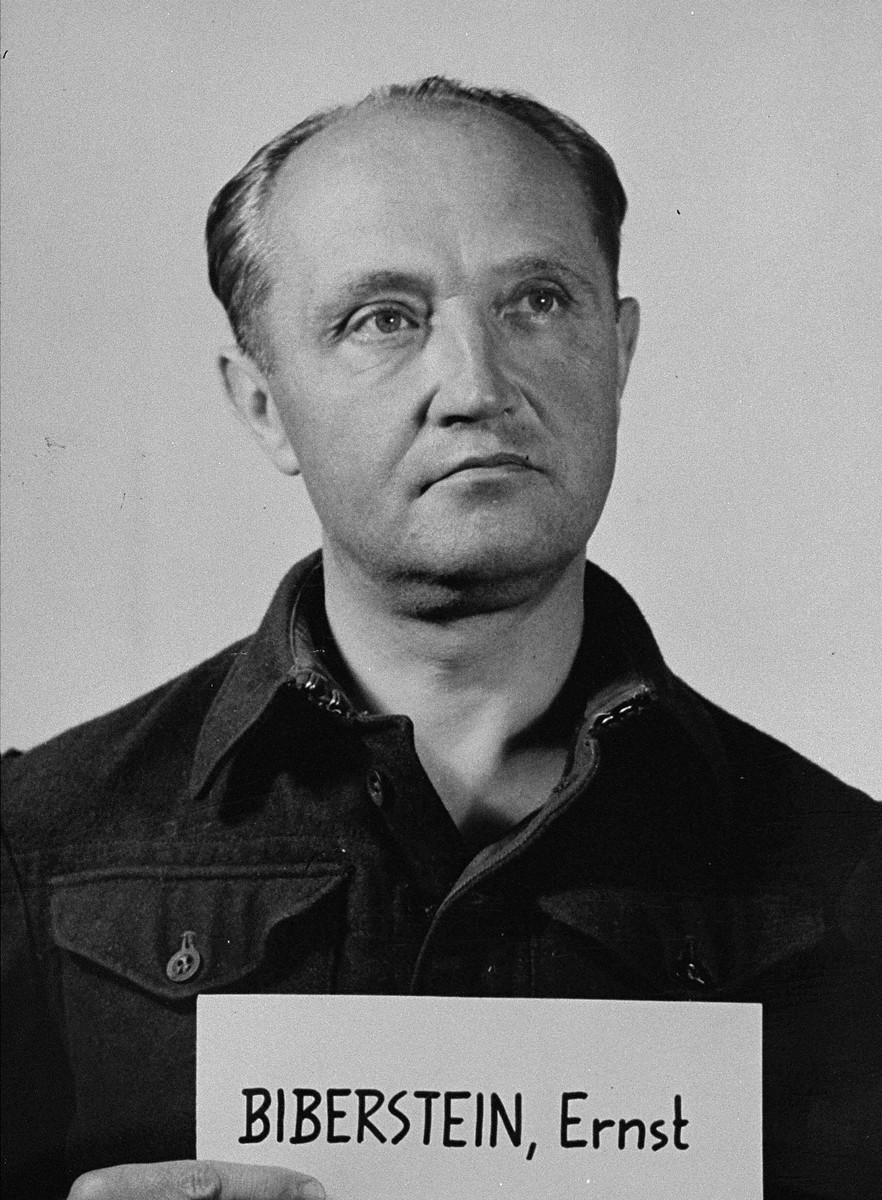
11. Ernst Biberstein
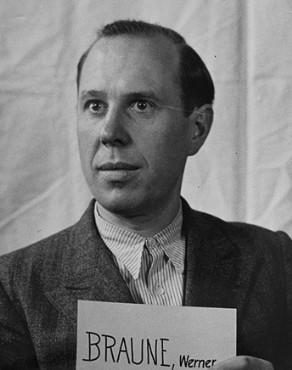
12. Werner Braune
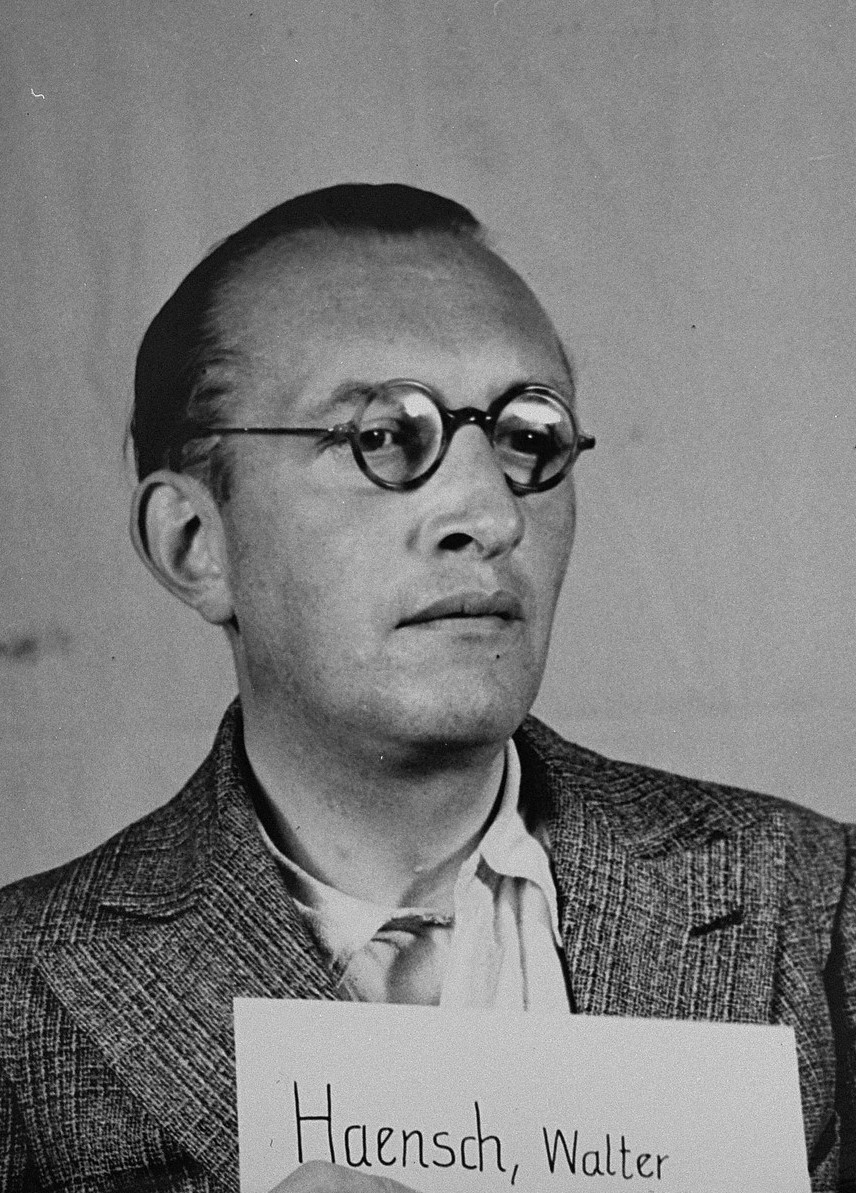
13. Walter Haensch
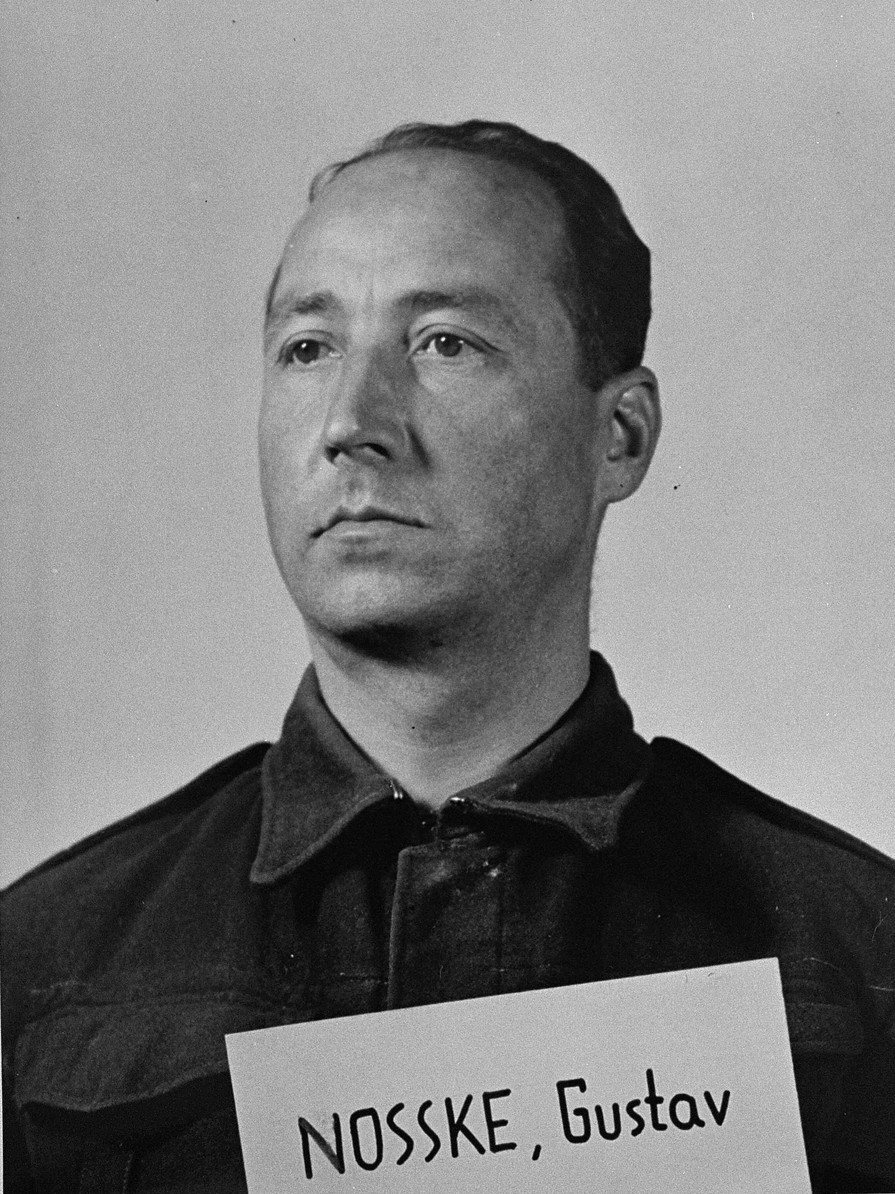
14. Gustav Nosske
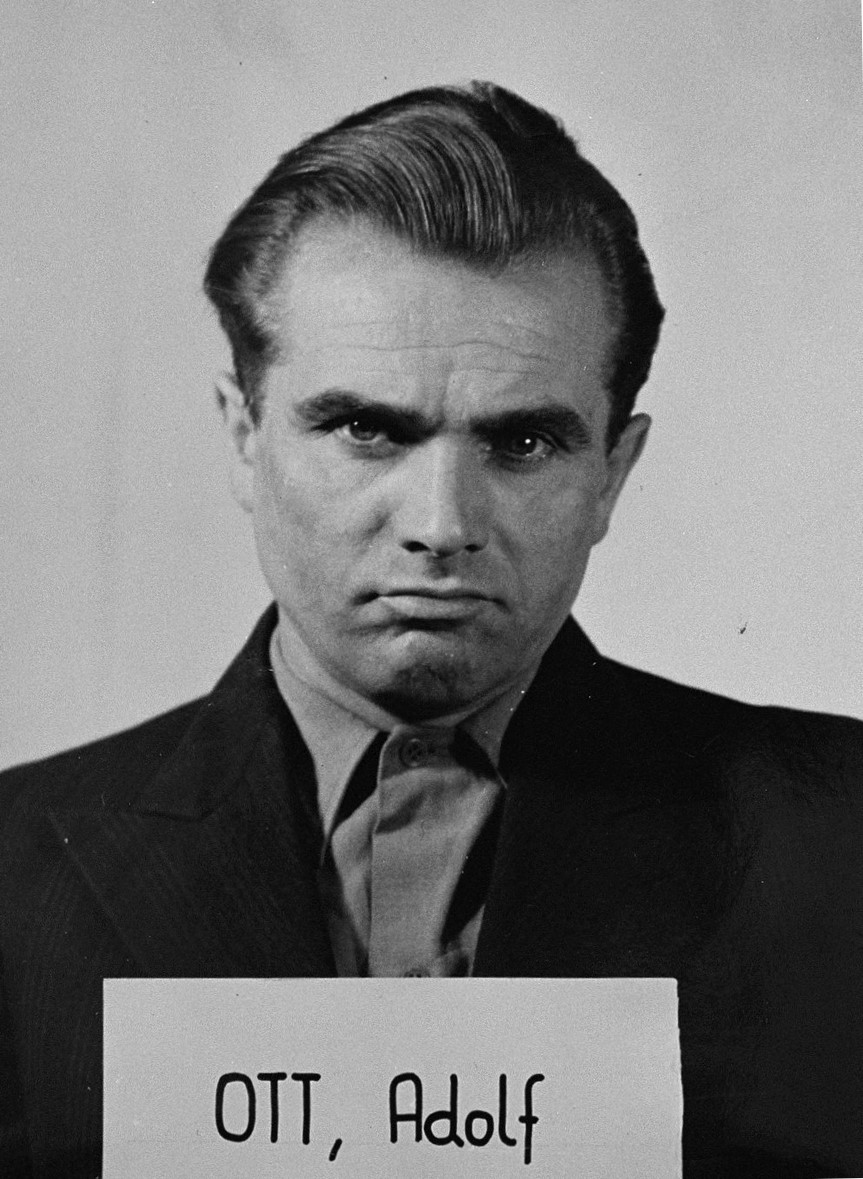
15. Adolf Ott
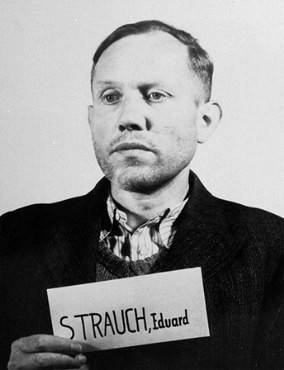
16. Eduard Strauch
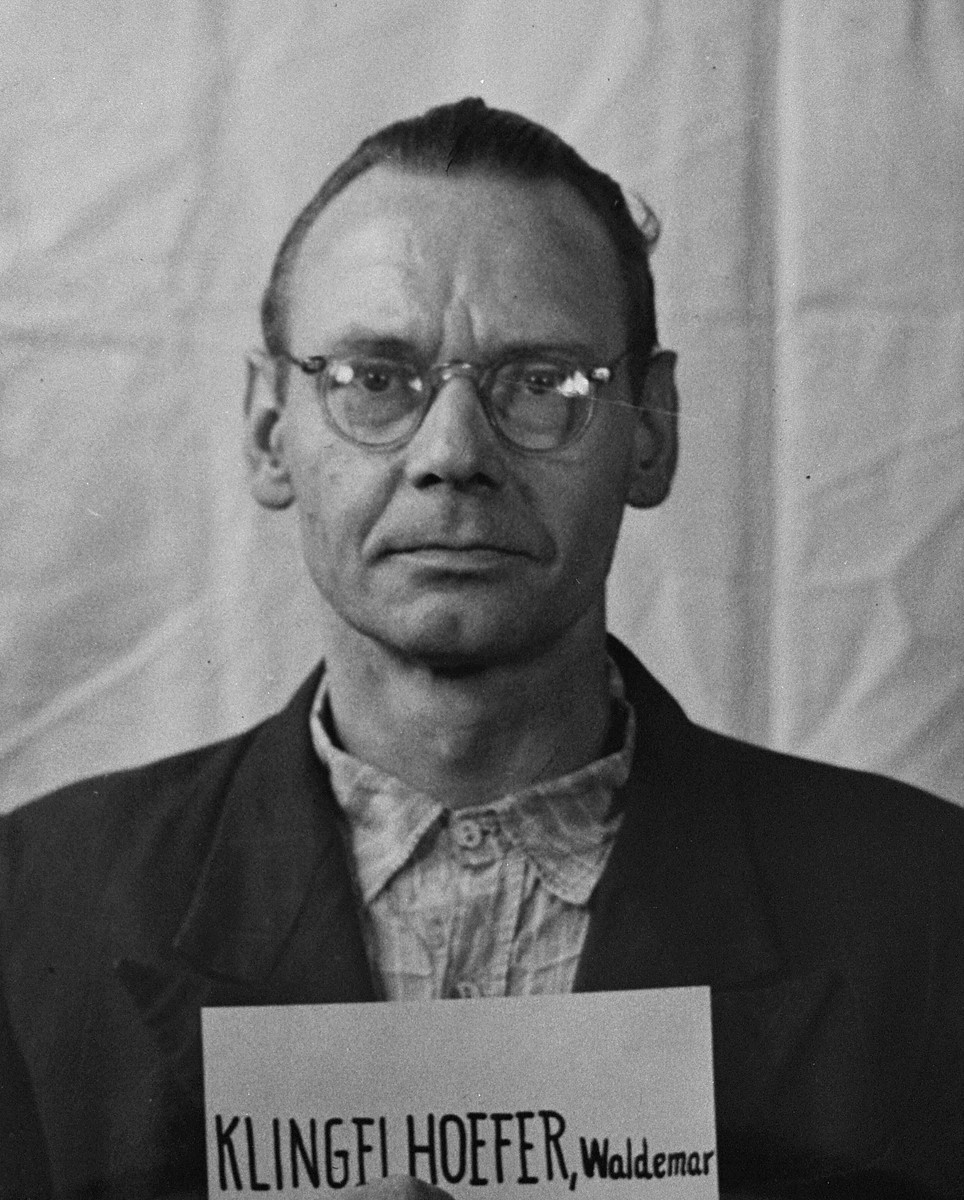
17. Waldemar Klingelhöfer
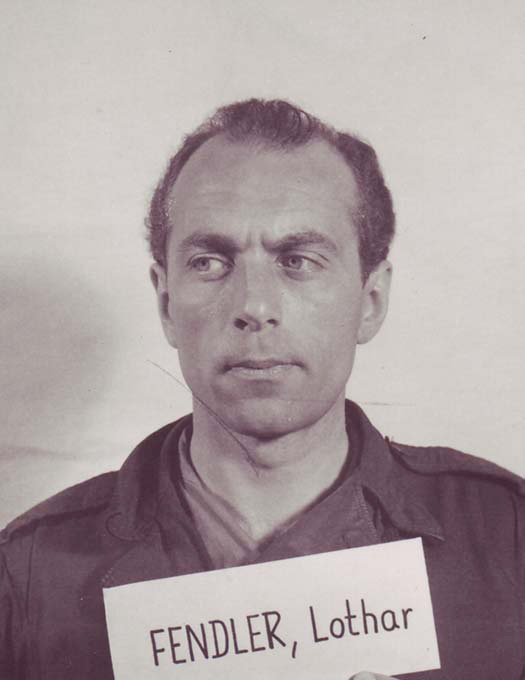
18. Lothar Fendler
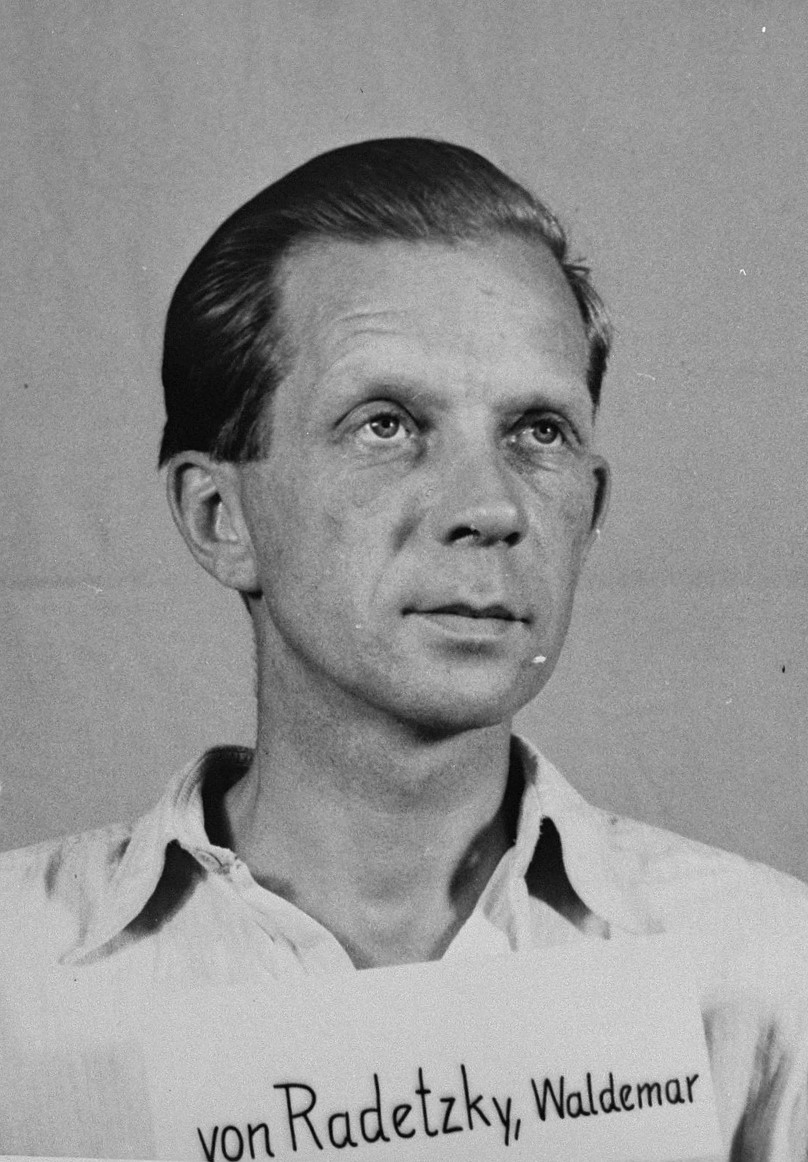
19. Waldemar von Radetzky
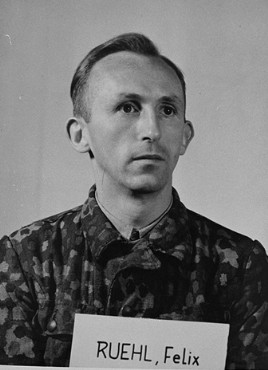
20. Felix Rühl
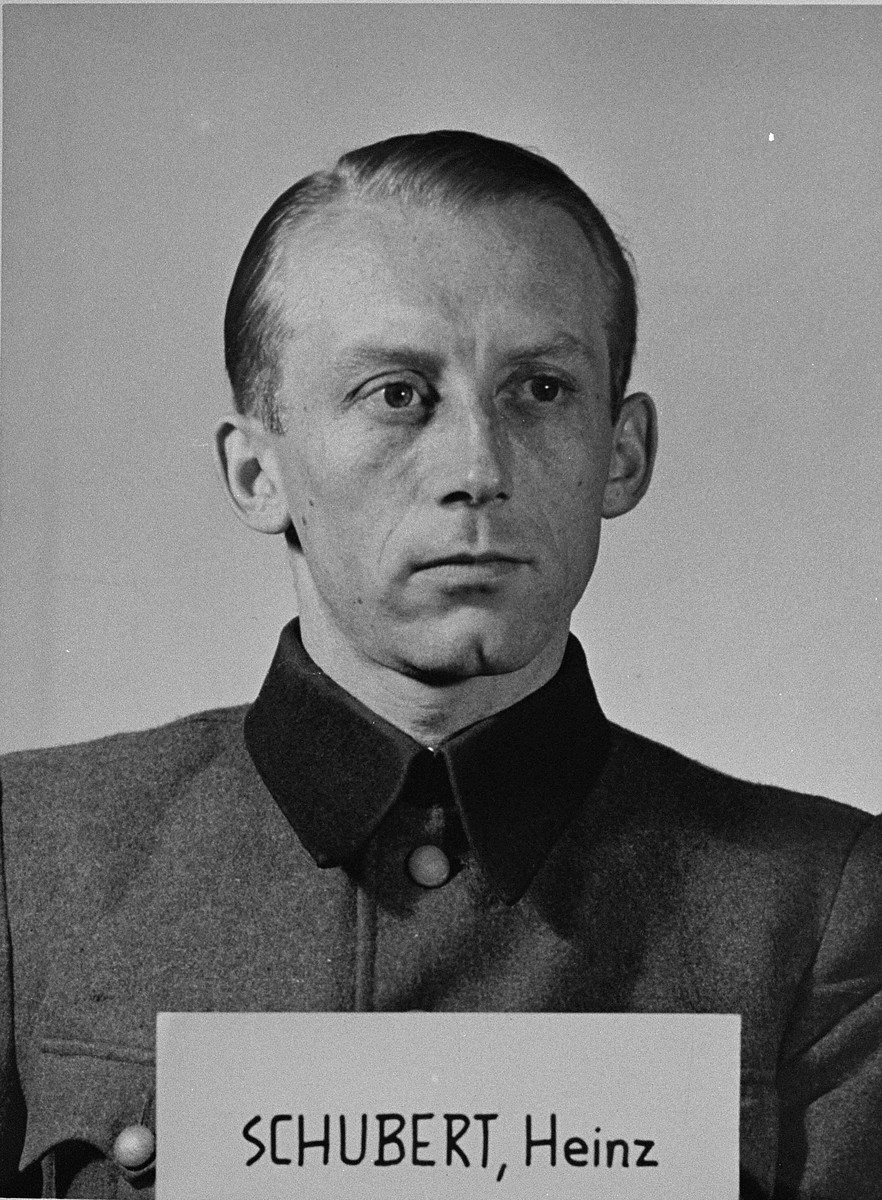
21. Heinz Schubert
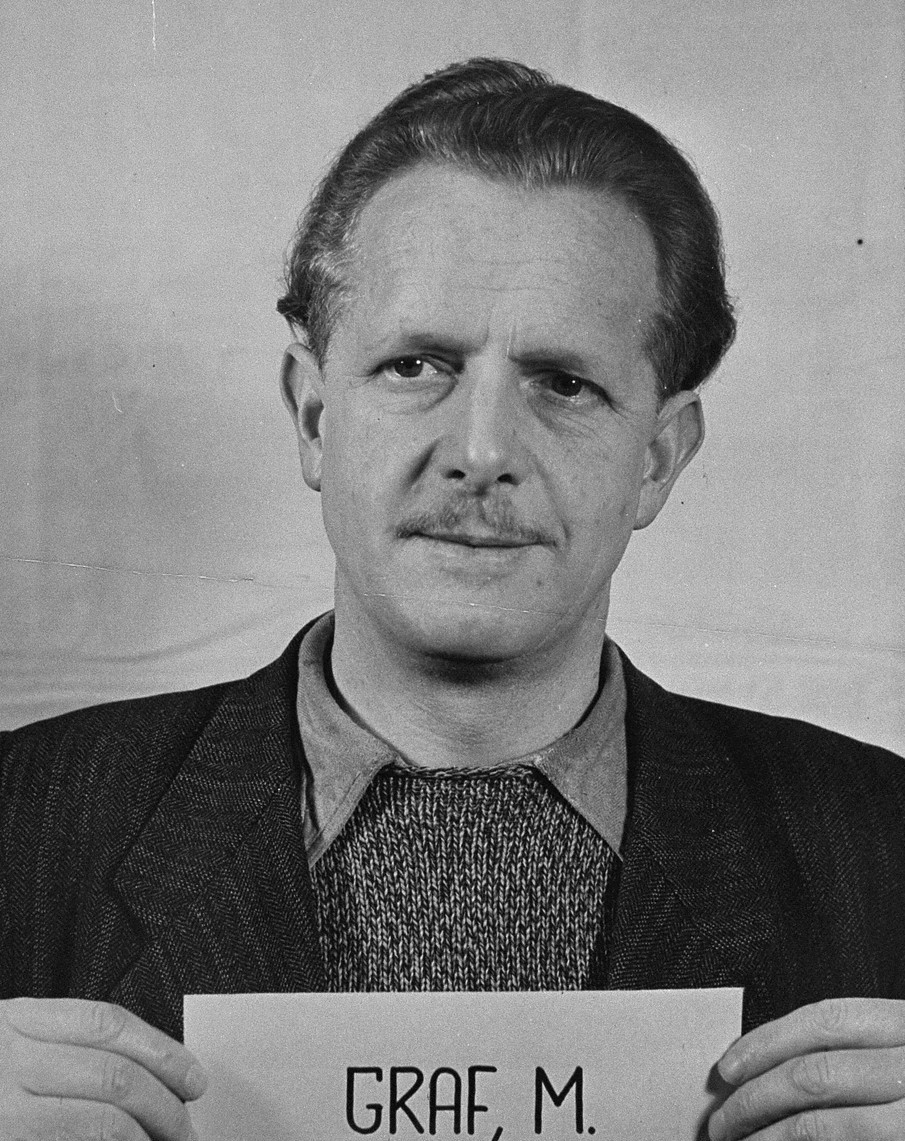
22. Matthias Graf
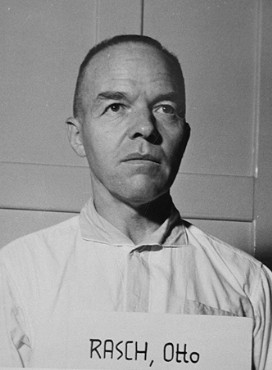
23. Otto Rasch
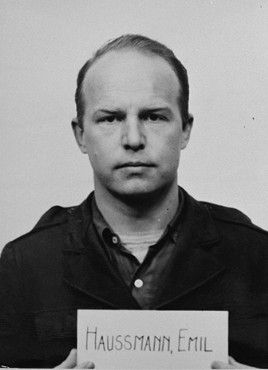
24. Emil Haussmann

### Liste der Angeklagten
| Nr. | Dgr.      | Name         | Funktion                                                      | EG | Jhrg. | NSDAP seit | SS seit | SD seit | Verteidiger       | Assistent des Verteidigers | Strafmaß 1948   | Verbüßte Strafe   |
| --- | --------- | ------------ | ------------------------------------------------------------- | -- | ----- | ---------- | ------- | ------- | ----------------- | -------------------------- | --------------- | ----------------- |
| 1   | SS-Gruf.  | Ohlendorf    | Kommandeur der Einsatzgruppe D (1941–1942)                    | D  | 1907  | 1925       | 1926    | 1936    | Rudolf Aschenauer | Konrad Oehlrich            | Todesstrafe     | 1951 hingerichtet |
| 2   | SS-Brif.  | Jost         | Kommandeur der Einsatzgruppe A (1942)                         | A  | 1904  | 1928       | 1934    | 1934    | Alfred Schwarz    | Paul Wiessmath             | Lebenslang      | 1952 entlassen    |
| 3   | SS-Brif.  | Naumann      | Kommandeur der Einsatzgruppe B (1941–1943)                    | B  | 1905  | 1929       | 1935    | 1935    | Hans Gawlik       | Gerhard Klinnert           | Todesstrafe     | 1951 hingerichtet |
| 4   | SS-Brif.  | Schulz       | Führer des Einsatzkommandos 5 (1941)                          | C  | 1900  | 1933       | 1935    | 1935    | Ernst Durchholz   | Hermann Müller             | 20 Jahre Haft   | 1954 entlassen    |
| 5   | SS-Brif.  | Six          | Führer des Sonderkommandos 7c (1941)                          | B  | 1909  | 1930       | 1935    | 1935    | Hermann Ulmer     | Konrad Völkl               | 20 Jahre Haft   | 1952 entlassen    |
| 6   | SS-Staf.  | Blobel       | Führer des Sonderkommandos 4a (1941–1942)                     | C  | 1894  | 1931       | 1931    | 1935    | Willi Heim        | Ludwig Kohr                | Todesstrafe     | 1951 hingerichtet |
| 7   | SS-Staf.  | Blume        | Führer des Sonderkommandos 7a (1941)                          | B  | 1906  | 1933       | 1935    | 1935    | Günther Lummert   | Rudolf Blume               | Todesstrafe     | 1955 entlassen    |
| 8   | SS-Staf.  | Sandberger   | Führer des Sonderkommandos 1a (1941–1943)                     | A  | 1911  | 1931       | 1935    | 1935    | Bolko von Stein   | Kurt Mandry                | Todesstrafe     | 1958 entlassen    |
| 9   | SS-Staf.  | Seibert      | Leiter Amt III / stellv. Kdr. der Einsatzgruppe D (1941–1942) | D  | 1908  | 1933       | 1935    | 1936    | Gerhard Klinnert  | Heinrich Klug              | Todesstrafe     | 1954 entlassen    |
| 10  | SS-Staf.  | Steimle      | Führer der Sonderkommandos 7a/4a (1941/1942–1943)             | B  | 1909  | 1932       | 1936    | 1936    | Erich Mayer       | Ferdinand Leis             | Todesstrafe     | 1954 entlassen    |
| 11  | SS-Staf.  | Biberstein   | Führer des Einsatzkommandos 6 (1942–1943)                     | C  | 1899  | 1926       | 1936    | 1940    | Friedrich Bergold | Oskar Ficht                | Todesstrafe     | 1958 entlassen    |
| 12  | SS-Ostbf. | Braune       | Führer des Sonderkommandos 11b (1941–1942)                    | D  | 1909  | 1931       | 1934    | 1934    | Erich Mayer       | Oskar Stübinger            | Todesstrafe     | 1951 hingerichtet |
| 13  | SS-Ostbf. | Haensch      | Führer des Sonderkommandos 4b (1942)                          | C  | 1904  | 1931       | 1935    | 1935    | Fritz Riediger    | Max Krause                 | Todesstrafe     | 1955 entlassen    |
| 14  | SS-Ostbf. | Nosske       | Führer des Einsatzkommandos 12 (1941–1942)                    | D  | 1902  | 1933       | 1936    | 1936    | Karl Hoffmann     | -                          | Lebenslang      | 1951 entlassen    |
| 15  | SS-Ostbf. | Ott          | Führer des Sonderkommandos 7b (1942–1943)                     | B  | 1904  | 1922       | 1931    | 1934    | Josef Kössl       | Rudolf Meyer               | Todesstrafe     | 1958 entlassen    |
| 16  | SS-Ostbf. | Strauch      | Führer der Einsatz-/Sonderkommandos 2/1b (1941/1941–1943)     | A  | 1906  | 1931       | 1931    | 1934    | Karl Gick         | Karl Jäger                 | Todesstrafe     | ./.A              |
| 17  | SS-Stbf.  | Klingelhöfer | Führer des Sonderkommandos 7c (1941)                          | B  | 1900  | 1930       | 1933    | 1934    | Erich Mayer       | Ferdinand Leis             | Todesstrafe     | 1956 entlassen    |
| 18  | SS-Stbf.  | Fendler      | Leiter Amt III im Sonderkommando 4b (1941)                    | C  | 1913  | 1937       | 1933    | 1939    | Hans Fritz        | Gabriele Lehmann           | 10 Jahre Haft   | 1951 entlassen    |
| 19  | SS-Stbf.  | von Radetzky | Offizier im Sonderkommando 4a (1941–1942)                     | C  | 1910  | 1940       | 1939    | Nein    | Paul Ratz         | Heinrich Rentsch           | 20 Jahre Haft   | 1951 entlassen    |
| 20  | SS-Hstf.  | Rühl         | Offizier im Sonderkommando 10b (1941)                         | D  | 1910  | 1930       | 1932    | 1935    | Heinrich Link     | Kurt Helm                  | 10 Jahre Haft   | 1951 entlassen    |
| 21  | SS-Ostf.  | Schubert     | Adjutant von Otto Ohlendorf (1941–1942)                       | D  | 1914  | 1934       | 1934    | 1934    | Josef Kössl       | Rudolf Meyer               | Todesstrafe     | 1951 entlassen    |
| 22  | SS-Oscha. | Graf         | Unteroffizier im Einsatzkommando 6                            | C  | 1903  | 1933       | 1933B   | 1940    | Eduard Belzer     | Joseph Mayer               | Zeit der U-Haft | 1948 entlassen    |
| 23  | SS-Brif.  | Rasch        | Kommandeur der Einsatzgruppe C (1941)                         | C  | 1891  | 1931       | 1933    | 1933    | Hans Surholt      | -                          | Kein Urteil.C   | ./.               |
| 24  | SS-Stbf.  | Haussmann    | Offizier im Einsatzkommando 12                                | D  | 1910  | 1930       | k. A.   | 1937    | -                 | -                          | Kein Urteil.D   | ./.               |

Alle Angaben in der Tabelle der Angeklagten bis auf Angaben zu Haussmann nach Earl: The Nuremberg SS-Einsatzgruppen Trial.
A Strauch wurde an Belgien ausgeliefert, wo er erneut zum Tode verurteilt wurde. Das Urteil wurde aus Gesundheitsgründen nicht vollstreckt, Strauch verstarb 1955.
B Graf trat 1933 in die SS ein, wurde aber 1936 wegen mangelnder Teilnahme wieder ausgeschlossen. 1940 trat er im Zuge seiner Dienstverpflichtung zum SD wieder der SS bei.
C Rasch schied durch Krankheit am 5. Februar 1948 aus dem Verfahren aus, er verstarb am 1. November 1948.
D Haussmann beging in Untersuchungshaft am 31. Juli 1947 Suizid und schied dadurch aus dem Verfahren aus.

## Verteidigung
Der Einsatzgruppen-Prozess fand wie die elf anderen Nürnberger Nachfolgeprozesse auf der Grundlage von Kontrollratsgesetz Nr. 10 (CCL10) statt. CCL10 übernimmt die Regelungen des Londoner Statuts, damit auch dessen Verfahrensregeln. Diese Verfahrensregeln gaben jedem Angeklagten das Recht auf einen Verteidiger seiner Wahl. Einem Angeklagten, der keinen Anwalt wählte oder diesen nicht bezahlen konnte, wurde ein Pflichtverteidiger gestellt. In der Praxis wählten die Angeklagten ihre Verteidiger selbst. Nahm der gewünschte Anwalt das Mandat an, wurde seine Arbeit durch die amerikanische Militärregierung mit 3.500 RM pro Monat vergütet, bei Übernahme eines weiteren Mandats im selben Prozess zusätzlich 1.750 RM. Die Nebenleistungen waren deutlich wertvoller als das Gehalt: Jeder Anwalt erhielt in der amerikanischen Kantine drei Mahlzeiten am Tag mit einem Energiegehalt von 3.900 kcal, während die deutsche Bevölkerung in der amerikanischen Zone während des Hungerwinters 1947/48 offiziell pro Person maximal 1.500 kcal/Tag auf Lebensmittelkarten erhielt. Zusätzlich erhielten die Anwälte eine Stange Zigaretten pro Woche, die eigentliche harte Währung bis zur Währungsreform von Juni 1948. Der Schwarzmarktpreis einer Stange Zigaretten lag im Winter 47/48 zwischen 1000 und 2000 RM. Die Berufung als Strafverteidiger in den Nürnberger Prozessen war unter Anwälten begehrt, und die meisten Angeklagten wurden von ihren Wunschanwälten verteidigt.
Obwohl die Hauptverhandlung mittels Simultandolmetschern gleichzeitig auf Deutsch und Englisch durchgeführt wurde, waren Anwälte mit Kenntnissen beider Sprachen im Vorteil. So wurde das Protokoll nur auf Englisch geführt und in abgekürzter Form veröffentlicht: Anwälte mit englischen Sprachkenntnissen konnten so einige Übersetzungsfehler im Protokoll korrigieren lassen, bevor diese in die offiziellen Proceedings (deutsch: „Sitzungsprotokolle“) gelangten. Fast jeder Angeklagte verfügte über zwei Strafverteidiger, einen Hauptverteidiger und dessen Assistenten. So waren auf Seiten der Verteidigung mehr als 40 Anwälte am Verfahren beteiligt. Zahlenmäßig war so die Verteidigung der Staatsanwaltschaft 2:1 überlegen. Diese Überlegenheit wurde jedoch durch das große Ermittlungsteam der Staatsanwaltschaft (eine “army of researchers”, deutsch etwa: eine „Armee von Rechercheuren“) mehr als aufgewogen. Daneben war die Verteidigung auch durch die im Vergleich zur Staatsanwaltschaft kurze Vorbereitungszeit und die mangelnde Vertrautheit mit den Gepflogenheiten eines zumindest kulturell nach amerikanischem Rechtsverständnis ablaufenden Verfahrens benachteiligt. Um diese strukturellen Nachteile auszugleichen und nicht den Anschein eines unfairen Verfahrens zu erwecken, stellte die amerikanische Militärregierung den Verteidigern die Infrastruktur zur Wahrnehmung ihrer Aufgaben zur Verfügung: Im Defendant’s Information Center (deutsch etwa: „Informationszentrum der Angeklagten“) hatten die Verteidiger das Recht auf Einsicht in alle Verfahrensakten, und dort konnten Zeugen einbestellt und durch die Verteidigung befragt werden. Auch geheizte Büroräume konnten die Verteidiger hier für die Verfahrensdauer nutzen, ein wichtiges Detail im kriegszerstörten Nürnberg.

### Auswahl der Strafverteidiger

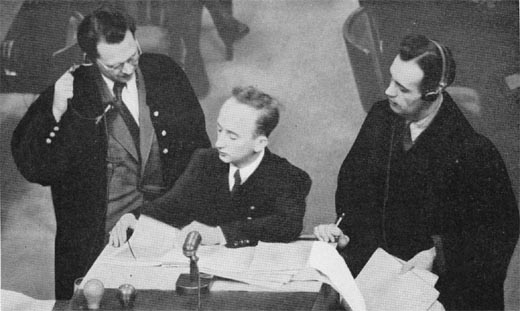
Die Strafverteidiger Bergold (links) und Aschenauer (rechts) mit Staatsanwalt Ferencz

Bei der Auswahl ihrer Anwälte waren die Angeklagten kaum eingeschränkt. Während Sprach- und Verfahrenskenntnisse für einen amerikanischen Anwalt gesprochen hätten, waren solche Anwälte 1947 in Nürnberg kaum verfügbar. Auch erschien es den Amerikanern fairer, deutsche Anwälte als Verteidiger zuzulassen, die mit dem Angeklagten neben der Sprache und Kultur auch die gemeinsame Erfahrung der NS-Zeit teilten. So waren alle Strafverteidiger Deutsche. Auch eine politische Belastung vor 1945 war kein Hindernis für eine Zulassung zum Verfahren. Im Interesse der Vermeidung von unfairen Einschränkungen waren nur Anwälte ausgeschlossen, die in ihrem Spruchkammerverfahren als „Hauptschuldige“ eingestuft worden waren. So war Hans Gawlik vor 1945 in Breslau als Staatsanwalt tätig, zeitweise auch an einem Sondergericht, wurde als Verteidiger von Naumann aber zugelassen.
Einige der mehr als 40 beteiligten Rechtsanwälte wirkten auch in anderen NS-Prozessen als Strafverteidiger: Rudolf Aschenauer, Verteidiger von Ohlendorf, vertrat im Laufe seiner Juristenkarriere mehrere hundert Angeklagte in NS-Prozessen und betätigte sich außerdem als rechtsextremer Publizist und Mitgründer zahlreicher Organisationen, die Angeklagten in NS-Prozessen beistanden oder in ihrem Sinne Presse- und Lobbyarbeit betrieben. Hans Gawlik wurde 1950 zum Leiter der staatlichen Zentralen Rechtsschutzstelle berufen und vertrat zusammen mit seinem Assistenten Gerhard Klinnert, der Hauptverteidiger von Seibert war, auch den KZ-Arzt Waldemar Hoven im Nürnberger Ärzteprozess. Günther Lummert, Verteidiger von Blume, war auch als Strafverteidiger im I.G.-Farben-Prozess und im Wilhelmstraßen-Prozess tätig, danach arbeitete er als Rechtsanwalt am Oberlandesgericht Köln und publizierte im konservativen Markus-Verlag zu Völkerrecht und Friedensforschung. Lummert war bereits seit 1930 Rechtsanwalt am Oberlandesgericht Breslau. Der angesehene Nürnberger Anwalt Friedrich Bergold, Verteidiger von Biberstein, hatte im Nürnberger Prozess Martin Bormann in Abwesenheit vertreten. Fritz Riediger, Verteidiger von Haensch, vertrat auch Walter Schellenberg im Wilhelmstraßen-Prozess. Die meisten dieser Rechtsanwälte hatten schon zur Zeit des Nationalsozialismus eine Zulassung als Rechtsanwalt, so war Hans Surholt, Verteidiger von Rasch, schon vor dem Volksgerichtshof als Strafverteidiger zugelassen.

### Argumente der Verteidigung
Es gab keine abgestimmte Strategie der 22 Verteidigerteams. Dies war primär eine Folge der unterschiedlichen Beweislage und Tatbeiträge der einzelnen Angeklagten. Eine Verteidigungslinie, die den Unrechtsgehalt der Taten der Einsatzgruppe und die Reue des Angeklagten betonte, dabei aber den individuellen Tatbeitrag zu minimieren suchte und möglichst noch eine innere Distanz zum NS-Regime herausstellte, war bei Angeklagten wie Graf und Rühl erfolgversprechend. Bei Männern wie Ohlendorf und Blobel wäre sie zum Scheitern verurteilt gewesen. Auch die kurze Vorbereitungszeit und mangelnde Erfahrung mit den Modalitäten eines Gerichtsverfahrens nach amerikanischen Gepflogenheiten spielten eine Rolle. Bestimmend blieb die erdrückende Beweislage, die allein auf den Tätigkeitsberichten der Einsatzgruppen und den Vernehmungsprotokollen der Angeklagten selbst beruhte. Dementsprechend brachten die verschiedenen Anwaltsteams einen unterschiedlichen Mix an mehr oder weniger schwachen Verteidigungsargumenten vor, in der Hoffnung nach der Schrotschuss-Methode mit wenigstens einem der Argumente einen Treffer zu landen. Im Ergebnis unterminierten sie so gegenseitig ihre Positionen.
Bei aller Unterschiedlichkeit der Plädoyers gab es drei „Verteidigungslinien“ der Strafverteidiger:
1. das Abstreiten der Strafbarkeit der Taten der Angeklagten in den Einsatzgruppen,
2. die Minimierung des individuellen Tatbeitrags eines Angeklagten,
3. das Vorbringen von mildernden Umständen zugunsten des Angeklagten.

Ein Infragestellen der Rechtmäßigkeit der Anklage im Einsatzgruppen-Prozess auf Basis des Grundsatzes nulla poena sine lege war bei organisierten Massenmorden der mittleren Befehlsebene – im Gegensatz zum Nürnberger Hauptkriegsverbrecherprozess, wo mit „Verbrechen gegen den Frieden“ ein neuer Straftatbestand geschaffen worden war – schwer möglich. Fragen der Rechtmäßigkeit und Zuständigkeit des Gerichtes waren durch CCL10 geklärt und wurden im Verfahren nicht thematisiert.
Die Strafbarkeit der Taten wurde mit zwei Hauptargumenten bestritten: Die Tötung der Opfer der Einsatzgruppen sei Putativnotwehr gewesen, und der jeweilige Angeklagte habe unter Befehlsnotstand gehandelt.
Fast jeder Strafverteidiger versuchte den individuellen Tatbeitrag seines Mandanten als möglichst gering darzustellen. Auf der einfachsten Ebene ging es dabei um die Zeiten der Anwesenheit an den Tatorten der Massenerschießungen, zum Beispiel ob ein Angeklagter seine Dienststellung als Kommandeur eines Sonderkommandos wirklich schon am 15. des Monats oder nicht erst zwei Monate später angetreten hatte. Belege über Zahnarztbesuche in Berlin und Ähnliches wurden zur kalendarischen Rekonstruktion vorgebracht. Die Frage der Anwesenheit im Osten zu bestimmten Zeitpunkten war entscheidend, weil die Anklage für jeden Angeklagten eine Reihe von konkreten Tatvorwürfen mit Orten und Kalenderdaten aus den Einsatzgruppenmeldungen vorbrachte. Auch wenn das Zurückweisen vereinzelter Anklagepunkte gelang, waren die meisten Angeklagten der Verantwortung für eine ganze Reihe von Massenmorden angeklagt. Abwesenheit während eines der Massenmorde entband nicht von der Schuld für die verbliebenen Taten. Ein schwerer wiegendes Argument war die mangelnde Kommandogewalt. Bei klar ausgewiesenen Einheitsführern der Einsatzgruppen, Sonderkommandos und Einsatzkommandos war diese Verteidigung aussichtslos, anders bei Stabsoffizieren wie Seibert, Fendler oder Radetzky. Die Verteidiger solcher Angeklagter brachten regelmäßig vor, dass ihre Mandanten – so im Fall von Seibert und Fendler, die Leiter Amt III (Abwehr und Nachrichtendienst) waren – einzig mit dem Sammeln von Informationen befasst gewesen seien. Der Anwalt von Radetzky versuchte, dessen Tätigkeit, die das Übersetzen umfasste, als reines Spezialistentum ohne Entscheidungsgewalt darzustellen. Gelegentlich wurde vorgebracht, dass die Angeklagten an den Morden nicht nur unbeteiligt gewesen seien, sondern diese gar nicht bemerkt und sie noch nicht einmal vom Hörensagen gekannt hätten. Die letztgenannte Behauptung stellte allerdings im Verfahren eher die Glaubwürdigkeit eines Angeklagten in Frage, als dass sie ihn wie gewünscht von den Taten seiner Einheit distanzierte.
Für jeden Angeklagten brachten die Strafverteidiger mildernde Umstände vor. Zeugen und eidesstattliche Versicherungen sollten vom guten Leumund und der Charakterstärke der Angeklagten zeugen, was im amerikanischen Recht als character evidence üblich ist. Untergebene und gleichgestellte SD- und SS-Männer versicherten mündlich und schriftlich, dass der Angeklagte ein fürsorglicher Vorgesetzter und aufrechter Offizier gewesen sei. Nur Blobel, der „als bösartig und feige“ galt, war als einziger Angeklagter unter Seinesgleichen so verachtet, dass er keine derartigen Aussagen zu seinen Gunsten vorbringen konnte. Ein weiteres geläufiges Argument war das menschliche Verhalten in anderen Einsätzen außerhalb der Einsatzgruppen. Braune sei in seiner Zeit als KdS in Norwegen 1945 geradezu oppositionell gewesen, da er Befehle des Reichskommissars Terboven aufgehoben und den internierten Einar Gerhardsen freigelassen habe. Die als mildernde Umstände vorgebrachten Punkte schwächten teilweise andere Argumente und waren so im Sinne der Verteidigung kontraproduktiv. So brachten mehrere Angeklagte vor, aus „Fürsorge für ihre Männer“ jeden Untergebenen, der zu viel trank oder anderweitig nicht mit den „Exekutionen“ fertig wurde, zurück nach Berlin versetzt zu haben. Das machte das Argument vom Befehlsnotstand für die jeweils Untergebenen zunichte. Auch das positive Verhalten in anderen Diensteinsätzen ohne Karriereeinbußen, Disziplinarmaßnahmen, gar die Todesstrafe, zeigte eher, dass eine Entscheidung gegen das Morden möglich war.

## Verfahren und Urteil

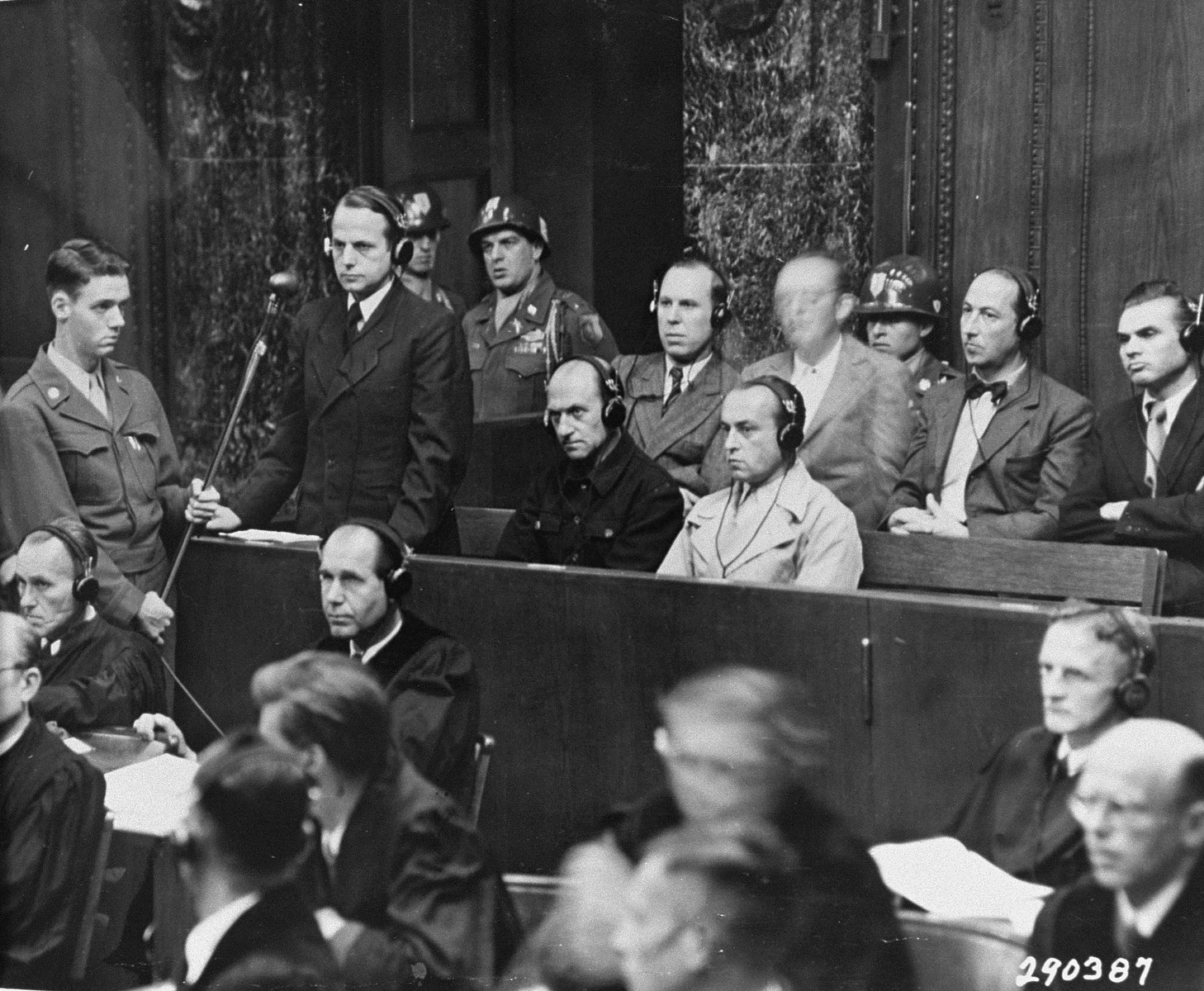
Otto Ohlendorf plädiert auf „nicht schuldig“ (15. September 1947)

### Plädoyer der Angeklagten (September 1947)
Am 15. September 1947 wurde das Verfahren durch die Verlesung der Anklage im Beisein der Angeklagten eröffnet. Dieser Verfahrensschritt gehört als arraignment zum angelsächsischen Strafprozessrecht. Der Angeklagte muss auf die Verlesung der Anklage antworten (plea) und sich entweder „schuldig“ oder „nicht schuldig“ bekennen. Alle Angeklagten im Einsatzgruppen-Prozess antworteten mit „Nicht schuldig im Sinne der Anklage“. Die Bedeutung dieser Antwort wurde nicht hinterfragt, aber im Laufe des Prozesses deutlich: Die Verteidigung konnte angesichts der Beweislast nicht die Tatbeteiligung der Angeklagten anfechten und versuchte daher über Erlaubnistatbestandsirrtum und Befehlsnotstand die individuelle Schuld der Angeklagten zu widerlegen. Die Erwiderung „Nicht schuldig im Sinne der Anklage“ entwickelte sich in den kommenden Jahren zur Standardantwort in Kriegsverbrecherprozessen, auch weil sich die Strafverteidiger aus den Nürnberger Prozessen zu Spezialisten auf diesem Gebiet entwickelten und sich koordinierten.

### Hauptverhandlung (September 1947 bis Februar 1948)

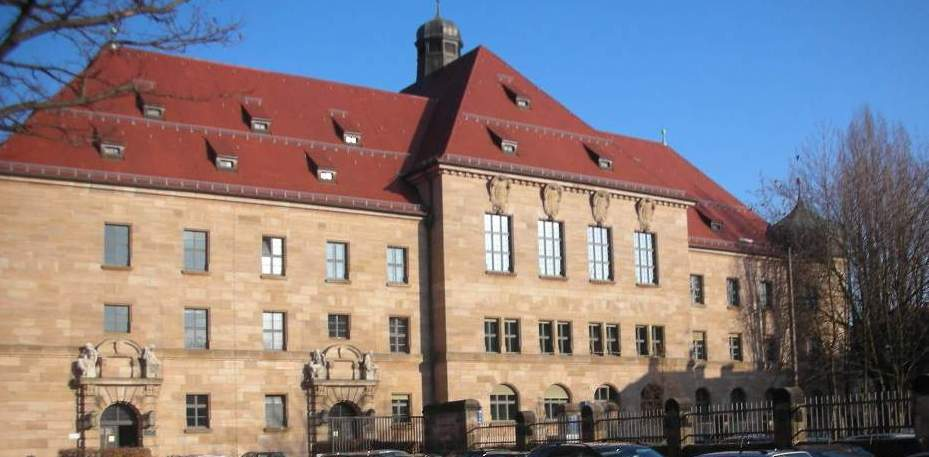
Justizpalast Nürnberg (2007)

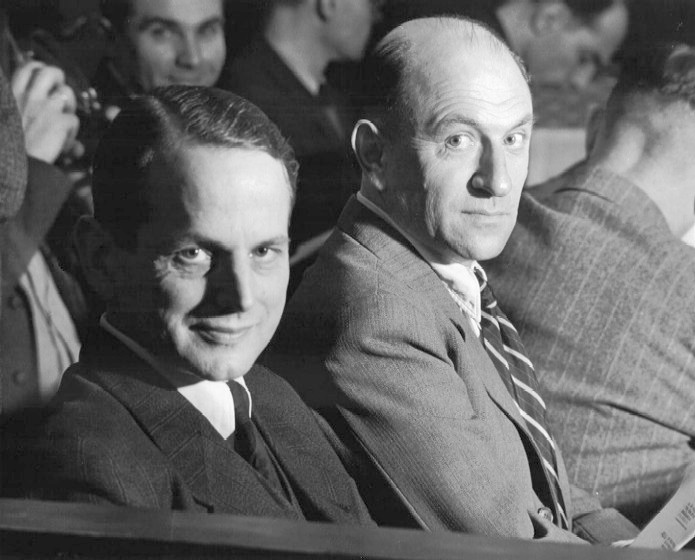
Otto Ohlendorf (links) und Heinz Jost während des Prozesses am 9. Februar 1948

Die Hauptverhandlung im Einsatzgruppen-Prozess begann am 29. September 1947 vor dem Militärtribunal II-A im Schwurgerichtssaal 600 des Nürnberger Justizpalastes, in dem zwei Jahre zuvor der Hauptkriegsverbrecherprozess stattgefunden hatte. Der leitende Staatsanwalt Benjamin Ferencz eröffnete die Hauptverhandlung mit der Präsentation der Anklage. Trotz der Bedeutung des Verfahrens und der mindestens sechsstelligen Zahl der Mordopfer nahm die Anklage für die Präsentation ihrer Beweise nur zwei Verhandlungstage in Anspruch. Es wurden 253 Beweisstücke vorgebracht, die fast ausschließlich aus Auszügen aus den „Tätigkeits- und Lageberichten“ der Einsatzgruppen sowie aus eidesstattlichen Erklärungen der Angeklagten bestanden. Die ungewöhnlich kurze Zeit von zwei Tagen für die Beweisaufnahme erklärte sich sowohl aus der Stärke der Beweise als auch aus der Schwierigkeit, Zeugen der Anklage aus der Sowjetunion Stalins vorzuladen oder gar vor Ort Untersuchungen vorzunehmen. Die Staatsanwaltschaft präsentierte daher nur zwei Zeugen, Rolf Wartenberg, ein Vernehmer beim OCCWC und François Bayle von der französischen Marine, der als Schriftsachverständiger auftrat.
Am 6. Oktober 1947 plädierte mit Rudolf Aschenauer der erste Verteidiger. Sein Mandant war Ohlendorf. Aschenauer gehörte zu den jüngsten Anwälten des Prozesses, nahm jedoch schnell eine Führungsrolle auf Seiten der Verteidigung ein, ebenso wie sein Mandant unter den Angeklagten. Aschenauer hatte einen dramatischen Auftritt, auf den Richter Musmanno wirkte er wie ein „Shakespeare-Schauspieler“. Zur Überraschung des Gerichtes stritt Aschenauer weder Tat noch Tatbeteiligung Ohlendorfs ab. Sein Mandant sei in der besetzten Sowjetunion an Hinrichtungen beteiligt gewesen. Diese Hinrichtungen seien jedoch als staatliche Selbstverteidigung zu sehen – zumindest habe das sein Mandant zur Tatzeit geglaubt. Daher läge ein Fall von Putativnotwehr vor. Die Putativnotwehr existierte sowohl im deutschen Rechtskreis als auch im angloamerikanischen Rechtskreis, wo sie im Case Law – wenn auch selten – angewendet wurde. Der Angeklagte hatte also unschuldige Zivilisten erschießen lassen, aber dies im Glauben getan, er müsse es tun, um das Deutsche Reich vor dem Bolschewismus (sprich: „den Juden“) zu schützen und überhaupt die fortgesetzte Existenz des deutschen Volkes im „Todeskampf mit der Sowjetunion“ sicherzustellen. Die zweite Verteidigungslinie Aschenauers war der Befehlsnotstand. Ohlendorf hätte militärischer Führung unterstanden, und durch eine direkte Befehlskette von Hitler über Bruno Streckenbach sei ihm durch den „Führerbefehl“ der Befehl zur Vernichtung der Juden erteilt worden. Nichtbefolgung hätte schlimme Folgen für Ohlendorf gehabt – im Krieg sei Befehlsverweigerung mit dem Tode bestraft worden.
Die Hauptverhandlung dauerte bis Februar 1948 und nahm 78 Verhandlungstage ein. Vom 4. bis zum 12. Februar 1948 plädierten die Strafverteidiger. Am 13. Februar 1948 fand das Schlussplädoyer der Anklage statt.

### Strafmaß und Urteil (März bis April 1948)

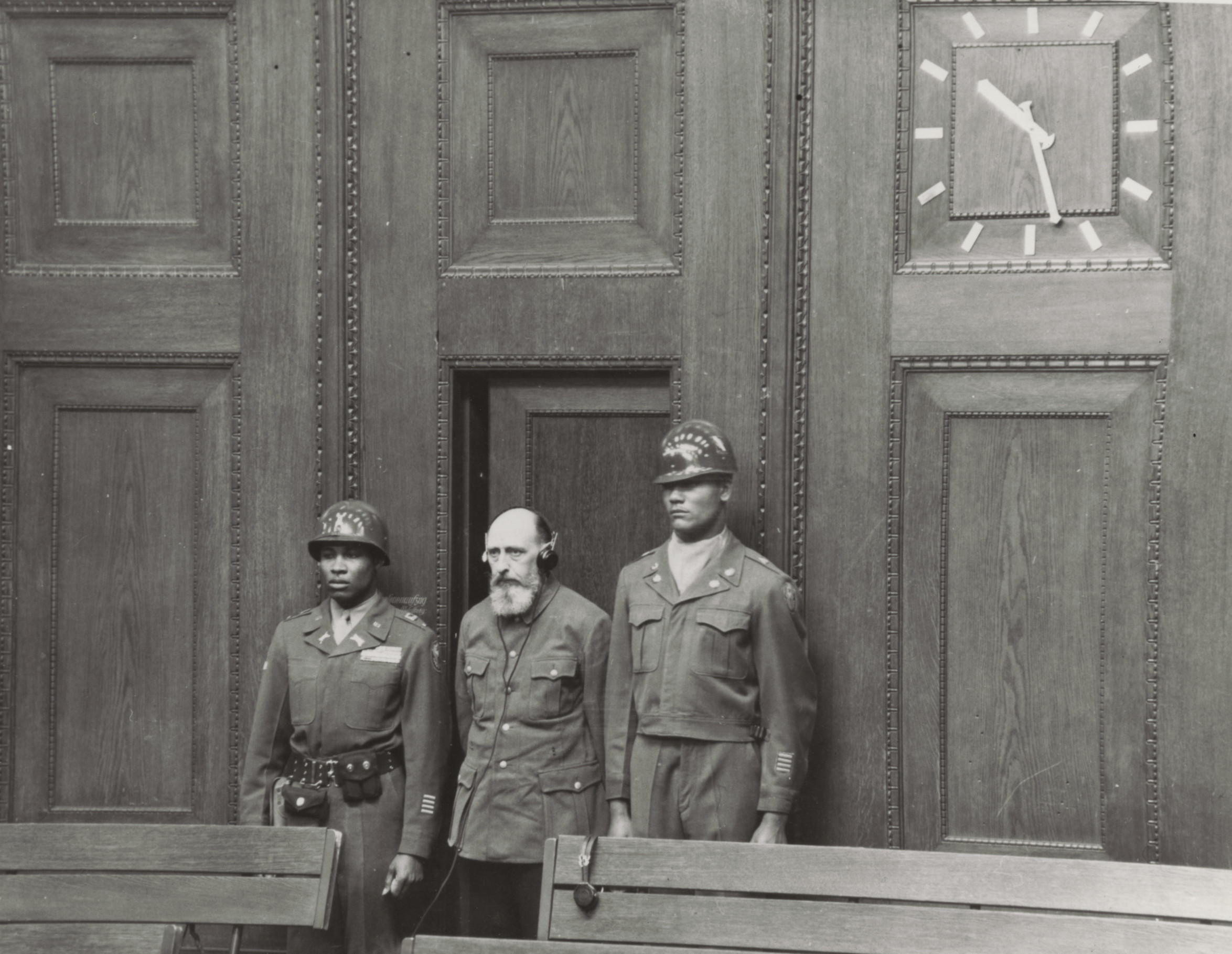
Paul Blobel wird das Todesurteil am 10. April 1948 verkündet.

Bei der Beratung des Urteils nach Abschluss der Hauptverhandlung wurde den drei Richtern Musmanno, Speight und Dixon schnell klar, dass sie nach geltendem Recht Todesurteile verhängen würden. Musmanno hatte schon im Pohl-Prozess als Richter an Todesurteilen mitgewirkt, aber nicht als leitender Richter. Nun trug er schwer an seiner Verantwortung, da er in der Vergangenheit gegen die Todesstrafe gearbeitet hatte: im Versuch, die Exekution von Sacco und Vanzetti aufzuhalten, und als Strafverteidiger und Revisionsrichter in Pennsylvania. Ferencz gegenüber äußerte Musmanno in einem Brief nach Verkündung des Urteils, dass er die Verhängung der Todesstrafe als „unerträgliche Last“ auf seinem Gewissen empfinde. Musmanno verbrachte schlaflose Nächte mit dem Gedanken daran, einem Menschen ins Gesicht zu sehen und ihm zu verkünden, dass er sterben müsse. Musmanno, italo-amerikanischer Herkunft und katholisch, bat einen alten Freund, U.S. Army Chaplain Francis Konieczny, um seelischen Beistand.
Gegen Ende März hatte das Richterkollegium die Arbeit der Urteilsfindung abgeschlossen. Konieczny half Musmanno auf dessen Bitte hin, einen Rückzugsort zum „Meditieren und Beten“ zu finden. Dieser Ort war ein Kloster 50 km von Nürnberg entfernt, wo Musmanno einige Wochen verbrachte. Dabei standen ihm die Mönche Stephan Geyer vom Kloster Seligenporten und Carol Mesch zur Seite. Mesch sprach neben seiner Muttersprache auch Italienisch und übersetzte für Geyer, der nur Deutsch sprach. Dazu lud Musmanno noch Lieutenant Giuseppe Ercolano ein, den er aus seiner Zeit in Krieg in Italien kannte.
Vom 8. bis 9. April 1948 sprach das Gericht die Urteile im Einsatzgruppen-Prozess. Alle Angeklagten wurden schuldig gesprochen. Bis auf die Beschuldigten Rühl und Graf, denen lediglich die Mitgliedschaft in einer verbrecherischen Organisation zur Last gelegt wurde, waren die weiteren Angeklagten zusätzlich auch wegen Kriegsverbrechen und Verbrechen gegen die Menschlichkeit verurteilt worden. Am 10. April 1948 wurde das Strafmaß festgelegt. Es gab 14 Todesurteile: Ohlendorf hatte schon als Zeuge im Hauptkriegsverbrecherprozess die Ermordung von 90.000 Menschen zugegeben. Blobel hielt die Zahl seiner Opfer von Babyn Jar (33.000) für übertrieben, aber 10.000 bis 15.000 Opfer gab er zu. Blume und Sandberger gaben die Ermordung von Menschen zu, auch wenn sie auf Befehlsnotstand plädierten. Braune gab das Massaker von Simferopol zu. Haensch gab zu, Massenerschießungen befohlen und geleitet zu haben, auch wenn ihm die genaue Zahl entfallen war. Naumann hielt den „Führerbefehl“ immer noch für korrekt und hatte entsprechend gehandelt, auch wenn ihm die Opferzahl von 135.000 „etwas übertrieben“ erschien. Biberstein nahm an Hinrichtungen teil, um die Erfahrung zu machen. Schubert gab zu, die Hinrichtung von 800 Menschen geleitet zu haben. Seibert war als Stellvertreter Ohlendorfs an dessen Morden mitschuldig. Strauch gab zu, den Befehl ausgeführt zu haben. Klingelhöfer hoffte auf den Sieg Hitlers und hatte den Befehl ausgeführt. Auch Ott und Steimle erhielten die Todesstrafe. Jost Fendler, Nosske, Radetzky, Rühl, Schulz, und Six wurden zu langen Haftstrafen verurteilt. Graf war der einzige Angeklagte, der den Gerichtssaal als freier Mann verließ, sein Strafmaß war mit der Dauer der Untersuchungshaft abgegolten.
Musmanno erläuterte seine Begründung für die Verurteilungen, als er in 1965 als Zeuge im Ersten Frankfurter Auschwitzprozess aussagte. Er habe sich in allen Fällen, in denen der Angeklagte aktiv an einem Mord beteiligt gewesen sei und keine mildernden Umstände vorgelegen hätten, für die Todesstrafe entschieden. Obwohl Erwin Schulz zugab, die Hinrichtung von 90 bis 100 Männern in der Ukraine geleitet zu haben, wurde er zu 20 Jahren Gefängnis verurteilt, weil er gegen einen Befehl zur Ausrottung aller jüdischen Frauen und Kinder protestiert hatte, und trat sofort zurück, als er nicht eingreifen konnte. Höhere Befehle wurden als Verteidigung abgelehnt.

## Strafvollstreckung

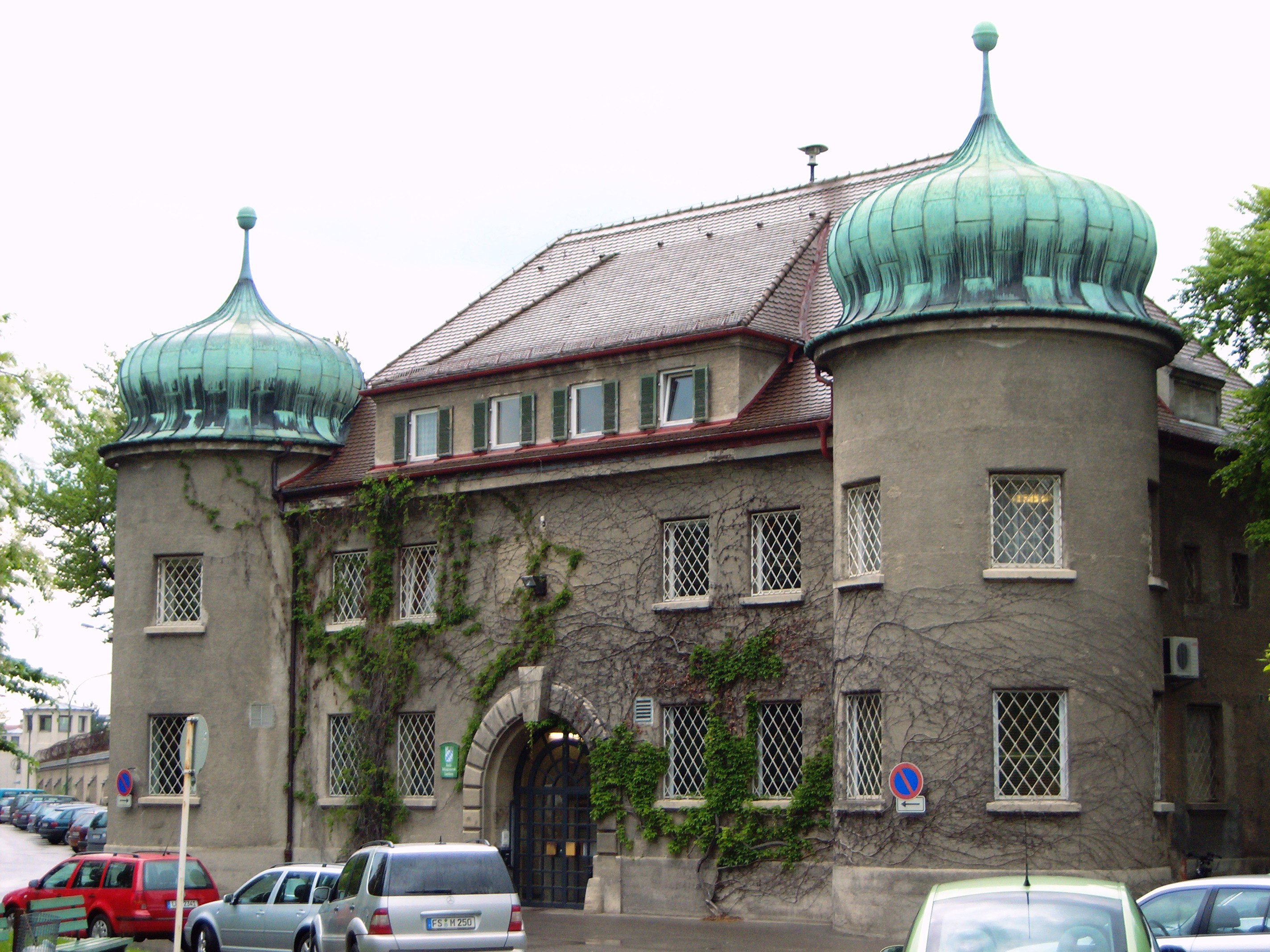
Justizvollzugsanstalt Landsberg, Eingangsgebäude

Nach der Urteilsverkündung wurden auch die Verurteilten des Einsatzgruppenprozesses bis auf Graf, dessen Haftstrafe bereits durch die Untersuchungshaft abgegolten war, in das Kriegsverbrechergefängnis Landsberg zur Strafverbüßung überführt. Die zum Tode Verurteilten mussten rote Jacken tragen und wurden daher allgemein als „Rotjacken“ bezeichnet. Die Gefangenen konnten an kulturellen Veranstaltungen teilnehmen und auch selbst solche organisieren. Viele der in Landsberg inhaftierten Häftlinge traten während ihrer Haftzeit der Kirche wieder bei, so auch Blobel und Klingelhöfer. Bis auf Nosske reichten alle Verurteilten des Einsatzgruppen-Prozesses Gnadengesuche ein, die jedoch durch den amerikanischen Militärgouverneur Lucius D. Clay im März 1949 abschlägig beschieden wurden. Derweil regte sich in der deutschen Öffentlichkeit Kritik am amerikanischen War Crimes Program, insbesondere von kirchlicher und politischer Seite. Im Zuge kollektiver Verdrängung setzten ab Ende der 1940er Jahre Kampagnen für die in Landsberg einsitzenden Gefangenen ein. Die Gefangenen wurden als Opfer dargestellt, die unter Befehlsnotstand gehandelt hätten, durch rachsüchtige Zeugen verleumdet und aufgrund fragwürdiger Rechtsgrundlagen verurteilt worden seien. Die Urteile selbst wurden als „Siegerjustiz“ diffamiert. Die Proteste hingen ursprünglich mit den Überprüfungsverfahren zum Dachauer Malmedy-Prozess zusammen, der am 18. Juli 1946 endete. In diesem Verfahren waren alle 73 Angeklagten wegen der Erschießung amerikanischer Kriegsgefangener während der Ardennenoffensive für schuldig befunden worden. Insgesamt wurden 43 Todesurteile ausgesprochen. Von den Anwälten der Verurteilten des Malmedy-Verfahrens wurden die amerikanischen Vernehmungsbeamten öffentlich beschuldigt, durch Folter Geständnisse von den Beschuldigten erzwungen zu haben. Die US-Army nahm deshalb interne Ermittlungen auf, die keine Hinweise auf systematische Misshandlungen der Beschuldigten erbrachten. Zudem wurde eine faire Verhandlung bescheinigt. Dennoch fand der Protest in der Folge nicht nur bei den Gefangenen, deren Familien und Anwälten, sondern schließlich auch bei Vertretern der katholischen und evangelischen Kirche, der Presse und öffentlicher Einrichtungen Unterstützer. Zudem weitete sich diese Kritik allmählich auch auf die anderen Verfahren der Dachauer und Nürnberger Folgeprozesse aus. Die Unterstützerpropaganda forderte nun die Überprüfung aller Verfahren der Nürnberger und Dachauer Prozesse und daraus resultierend die Aussetzung der Todesstrafen sowie Reduktion der Haftstrafen. Diese Forderungen wurden mit dem Hinweis auf Befehlsnotstand, nicht rechtsstaatliche Vernehmungsmethoden, fragwürdige Rechtsgrundlagen, ungleiche Strafzumessung bei identischem Tatbestand und später auch Abschaffung der Todesstrafe untermauert. Anstelle des Begriffs „Kriegsverbrecher“ wurde ab Anfang der 1950er Jahre für die in Landsberg Inhaftierten vielfach die Bezeichnung „Kriegsgefangene“ bzw. „Kriegsverurteilte“ verwendet. In der Presse und Politik setzte sich statt des Begriffs Kriegsverbrecher allmählich der Terminus sogenannte Kriegsverbrecher durch oder wurde nur noch in Anführungszeichen gesetzt. Letztlich wurden Kriegsverbrecher vielfach nicht mehr als solche bezeichnet.
Als Vertreter der katholischen Kirche engagierten sich insbesondere der Kölner Kardinal Josef Frings sowie der Weihbischof im Erzbistum München und Freising Johannes Neuhäusler, der als Sonderhäftling im KZ Sachsenhausen und im KZ Dachau inhaftiert gewesen war. Neuhäusler und Frings intervenierten zugunsten der Landsberger Inhaftierten vehement bei amerikanischen Politikern und Kongressabgeordneten und erreichten auch eine positive Stellungnahme des Vatikans. Neuhäusler engagierte sich auch für Blobel.
Theophil Wurm, Landesbischof der Evangelischen Landeskirche in Württemberg, stand an der Spitze des Engagements von Vertretern der evangelischen Kirche für die Landsberger Gefangenen. Gemeinsam mit Neuhäusler begründete er 1949 die „Christliche Gefangenenhilfe“, die ab Oktober 1951 als Verein Stille Hilfe für Kriegsgefangene und Internierte weitere Unterstützer- und Lobbyarbeit leistete. Der Rechtsberater von Wurm bezeichnete im März 1949 die Verbrechen der Einsatzgruppen als „auf Jahrzehnte hinaus die schwerste Belastung des deutschen Namens in der Welt“ und riet von weitergehendem Engagement zugunsten der „Ohlendorf-Gruppe“ ab. Dennoch setzte sich Wurm auch für die Verurteilten des Einsatzgruppen-Prozesses ein. Ein weiterer prominenter evangelischer Fürsprecher der „Kriegsverurteilten“ war Otto Dibelius.
Weitere Lobbyarbeit zugunsten der in Landsberg Inhaftierten wurde vom Heidelberger Juristenkreis geleistet, dem als zentrale Person des Protestes Rudolf Aschenauer angehörte. Neben Juristen, Richtern, Beamten des Justizministeriums gehörten dieser Vereinigung auch Verwaltungsfachleute der evangelischen und katholischen Kirche an.
Die deutsche Bevölkerung lehnte das amerikanische War Crimes Program größtenteils ab. So ist es nicht verwunderlich, dass auch deutsche Politiker zugunsten der Landsberger Häftlinge bei den maßgeblichen amerikanischen Instanzen intervenierten. Nach Gründung der Bundesrepublik Deutschland im Mai 1949 appellierte auch Bundeskanzler Konrad Adenauer Ende Februar 1950 an McCloy, nach der im Grundgesetz verankerten Abschaffung der Todesstrafe die Hinrichtungen auszusetzen und die Urteile in Haftstrafen umzuwandeln. Im Deutschen Bundestag vertraten bis auf die Abgeordneten der KPD und einige SPD-Abgeordnete alle dort vertretenen Parteien diese Haltung. Insbesondere setzten sich Vertreter der FDP für die in Landsberg Inhaftierten ein. Für Sandberger engagierten sich beispielsweise Bundespräsident Theodor Heuß und Carlo Schmid. Selbst in den USA, wo die Durchführung der Nürnberger Prozesse mehrheitlich befürwortet wurde, initiierten rechtskonservative und antikommunistische Politiker Kampagnen zugunsten der in Landsberg Inhaftierten. Als Gegner der Truman-Regierung instrumentalisierten insbesondere die amerikanischen Senatoren William Langer (North Dakota) und Joseph McCarthy (Wisconsin) die „Kriegsverbrecherfrage“, da in den von ihnen vertretenen Bundesstaaten viele Amerikaner deutscher Herkunft lebten. So intervenierte Langer erfolgreich für Sandberger.
Die von dem amerikanischen Kriegsminister Kenneth Claiborne Royall eingesetzte Simpson-Kommission untersuchte schließlich 65 Todesurteile und stellte die Rechtmäßigkeit der Verfahren fest. Die Kommission empfahl jedoch die Umwandlung von 29 Urteilen in lebenslange Haftstrafen und die Einrichtung einer permanenten Begnadigungsinstanz. Der Abschlussbericht vom 14. September 1948 wurde aber zunächst nicht veröffentlicht. Nach einem vorübergehenden Exekutionsstopp wurden die Hinrichtungen Ende 1948 in Landsberg wieder aufgenommen. Die Ergebnisse der Simpson-Kommission wurden schließlich am 6. Januar 1949 doch veröffentlicht, wahrscheinlich weil ein Kommissionsmitglied öffentlich behauptete, der Kommissionsvorsitzende habe Beweise für Foltervorwürfe unterschlagen.

### „Gerechtigkeit durch Gnade“ – McCloy und das Peck Panel (März bis August 1950)
Aufgrund dieser wachsenden Kritik am amerikanischen War Crimes Program wurde seitens General Thomas T. Handy, dem Oberbefehlshaber der US-Army in Europa (United States European Command), am 28. November 1949 die von der Simpson-Kommission empfohlene Einrichtung einer Begnadigungskommission (War Crimes Modification Board) für die Verurteilten der Dachauer Prozesse befohlen. Der amerikanische Hohe Kommissar John McCloy, der die Gnadenbefugnis für die Verurteilten aus den Nürnberger Prozessen innehatte, richtete im März 1950 ein entsprechendes Äquivalent ein. Das dreiköpfige Advisory Board on Clemency for War Criminals wurde nach seinem Vorsitzenden David W. Peck allgemein Peck Panel genannt. Im Grundsatz sollte laut McCloy „Gerechtigkeit durch Gnade“ geübt werden. Für die zwanzig noch in amerikanischer Haft befindlichen Verurteilten aus dem Einsatzgruppen-Prozess empfahl das Peck Panel am 28. August 1950 in sieben Fällen eine Beibehaltung der Todesstrafe. Viermal sollte die Todesstrafe in eine Freiheitsstrafe umgewandelt werden, und in drei Fällen sollte eine Freiheitsstrafe verkürzt werden. Sechs Verurteilte sollten nach der Empfehlung sofort freigelassen werden, zwei davon hatten im Prozess noch ein Todesurteil erhalten.
Ein Gnadengesuch für Radetzky wurde durch den evangelischen Pfarrer Karl Ermann aus Landsberg beispielsweise folgendermaßen begründet: „Im Dezember 1948 hat er auf Bitten des Anstaltspfarrers die Aufgabe übernommen, mit einem Kreis von Gefangenen ein Krippenspiel zu erarbeiten, das dann am Heiligen Abend in der Gefängniskirche gespielt wurde. Am Weihnachtsfest 1949 gestaltete er einen weihnachtlichen Abend in Lied, Dichtung und Musik. […] In vielen Abenden, die unter dem Thema ‚Kammermusik und Dichtung‘ standen, verstand er es, den Mitgefangenen die Welt der klassischen deutschen Dichtung und Musik nahezubringen. […] Ich bin gewiß, daß er sich draußen bestens bewähren wird und daß er nicht unwesentlich zur Stärkung der aufbauwilligen Kräfte in unserem Volk beitragen kann.“

### Öffentlicher Druck und McCloys Entscheidung (September 1950 bis Januar 1951)
Der öffentliche Protest manifestierte sich schließlich während einer Demonstration in Landsberg am 7. Januar 1951. Bis zu 4000 Teilnehmer aus Landsberg am Lech und Umgebung fanden sich um elf Uhr auf dem Landsberger Hauptplatz ein, um gegen die Wiederaufnahme der Hinrichtungen und für die Begnadigung der Gefangenen im Kriegsverbrechergefängnis Landsberg zu demonstrieren. Bereits im Vorfeld fuhren Lautsprecherwagen im Auftrag der Stadtverwaltung durch Landsberg, um die Einwohner zur Teilnahme an der Demonstration aufzurufen. Neben den Bundestagsabgeordneten Gebhard Seelos von der Bayernpartei und Richard Jaeger von der CSU nahmen auch Vertreter des Bayerischen Landtags, der Kirchen und der ortsansässigen Behörden teil. Etliche jüdische Displaced Persons, die zum Gedenken der mehr als 90.000 durch die Einsatzgruppe D ermordeten Juden ebenfalls nach Landsberg gekommen waren, störten die Kundgebung durch Zwischenrufe wie „Massenmörder“, als Seelos auf Ohlendorf und weitere Inhaftierte des Einsatzgruppen-Prozesses zu sprechen kam. Die Polizei ging mit Gummiknüppeln gegen die jüdischen Gegendemonstranten vor. Auch antisemitische Parolen wie „Juden raus“ sollen gefallen sein, wie die Süddeutsche Zeitung nach der Demonstration berichtete. Auf dem Höhepunkt der Begnadigungskampagne zum Jahreswechsel 1950/51 erhielt McCloy Morddrohungen und wurde daraufhin samt seiner Familie von Leibwächtern geschützt. Selbst der SPD-Vorsitzende und ehemalige KZ-Häftling Kurt Schumacher sowie die Schwester von Sophie Scholl, Inge Scholl, protestierten gegen die Hinrichtungen. Helene Elisabeth Prinzessin von Isenburg, bekannt als die „Mutter der Landsberger Häftlinge“ und spätere Präsidentin der Stillen Hilfe, wurde persönlich bei McCloys Ehefrau vorstellig, damit diese sich bei ihrem Ehemann für Begnadigungen einsetzen sollte.
Die Proteste zeigten schließlich Wirkung. Das Strafmaß der zu diesem Zeitpunkt noch 89 Inhaftierten der Nürnberger Prozesse wurde am 31. Januar 1951 in 79 Fällen reduziert. In zehn Fällen wurde es jedoch bestätigt, darunter auch fünf Todesurteile. Von den zum Tode Verurteilten des Einsatzgruppen-Prozesses betraf dies Blobel, Braune, Ohlendorf und Naumann aufgrund der von McCloy konstatierten „Ungeheuerlichkeit der Verbrechen“. Strauch war bereits aufgrund eines Auslieferungsgesuches an Belgien ausgeliefert worden und wurde dort ebenfalls zum Tode verurteilt. Das Urteil wurde jedoch aufgrund von „Geisteskrankheit“ nicht vollzogen. Bei den weiteren zum Tode Verurteilten des Einsatzgruppen-Prozesses wurde bei Sandberger, Ott, Biberstein und Klingelhöfer die Todesstrafe in lebenslange Freiheitsstrafe umgewandelt. Die Abänderung von Todesurteilen in lebenslange Haft beim Auftauchen geringfügigster Zweifel wurde der Angemessenheit halber auch auf jene Verurteilte ausgedehnt, die bei gleicher Position und Verantwortung Verbrechen begangen hatten. Blumes Todesurteil wurde auf 25, das von Steimle auf 20, das von Haensch und Seibert auf jeweils 15 und das von Schubert auf zehn Jahre Haft reduziert. Die Haftstrafen wurden ebenfalls abgesenkt. Radetzky und Rühl wurden bereits im Februar 1951 aufgrund verbüßter Haft entlassen. Die lebenslangen Haftstrafen von Jost und Nosske wurden auf zehn Jahre, die 20-jährige Haftstrafe bei Six auf 10 und bei Schulz auf 15 sowie Fendlers 10-jährige Haftstrafe auf acht Jahre Haft reduziert.

### Mehrfacher Aufschub und Vollstreckung: Die letzten Todesurteile (Februar bis Juni 1951)
Neben den vier bestätigten Todesurteilen des Einsatzgruppen-Prozesses wurde auch jenes gegen Oswald Pohl bestätigt. Pohl, zuvor Leiter des WVHA, wurde im Prozess Wirtschafts- und Verwaltungshauptamt der SS zum Tode verurteilt. Letztlich wurden noch jene Todesurteile gegen Georg Schallermair und Hans-Theodor Schmidt bestätigt, die während der Dachauer Prozesse in einem Nebenprozess zum Dachau-Hauptprozess beziehungsweise dem Buchenwald-Hauptprozess zum Tode verurteilt worden waren. Für die Hinrichtungen war als Scharfrichter Feldwebelleutnant Britt vorgesehen, der durch seinen Assistenten Josef Kilian erst theoretisch angelernt werden musste. Der ehemalige Funktionshäftling Kilian war im Nordhausen-Hauptprozess, der im Rahmen der Dachauer Prozesse stattfand, aufgrund seiner Tätigkeit als Henker im KZ Mittelbau zu lebenslanger Haft verurteilt worden. John C. Woods, der ab Mitte 1946 die Exekutionen im Kriegsverbrechergefängnis vorgenommen hatte, war bereits in die USA zurückgekehrt und 1950 verstorben.
Die sieben Todeskandidaten wurden nach Bekanntgabe dieser Entscheidung umgehend in die Kellerzellen des Kriegsverbrechergefängnisses verbracht. Dort wurde ihnen von Graham die Bestätigung ihrer Todesurteile mitgeteilt und die Möglichkeit der Abgabe eines Gnadengesuchs eröffnet. Die Exekutionen sollten am Donnerstag den 15. Februar 1951 nach Mitternacht vollzogen werden, und die Todeskandidaten mussten bereits ihren Besitz und auch die Unterbekleidung abgeben. Noch am 15. Februar 1951 um 3:00 Uhr verfügte der United States Solicitor General Philip B. Perlman die Aussetzung der Hinrichtungen der sieben „Rotjacken“ nach Intervention durch deren Rechtsbeistand Warren Magee in Washington, D.C. Die zu Exekutierenden wurden daraufhin wieder in den Trakt D des Kriegsverbrechergefängnisses verbracht. Eine für den 24. Mai 1951 angesetzte Exekution der „Rotjacken“ wurde nach dem gleichen Ablauf am 25. Mai 1951 ebenfalls ausgesetzt.
Ein weiterer Exekutionstermin wurde schließlich für den 7. Juni 1951 angesetzt. Bereits am 6. Juni 1951 wurden die Sicherheitsmaßnahmen im Kriegsverbrechergefängnis Landsberg verschärft. Ein letztes Mal erhielten die sieben Todeskandidaten am 6. Juni 1951 Besuch von ihren Ehefrauen. An diesem Tag lehnte der Oberste Gerichtshof der Vereinigten Staaten abschließend einen Antrag auf Verschiebung der Exekutionen ab. Um 23:00 Uhr wurde den Todeskandidaten in ihren Zellen von Graham die endgültige Entscheidung des Obersten Gerichtshofes und der für Mitternacht festgelegte Exekutionszeitpunkt mitgeteilt. Danach wurden sie noch von den beiden Anstaltsgeistlichen in ihren Zellen aufgesucht. Am 7. Juni 1951 wurden im Kriegsverbrechergefängnis Landsberg zwischen 0:00 und 2:30 Uhr schließlich die sieben Todesurteile durch Erhängen vollstreckt. Während der Hinrichtungen waren auch der deutsche Vizekanzler Franz Blücher und der Bundesfinanzminister Fritz Schäffer anwesend. Es waren die letzten der insgesamt 255 nach Kriegsende in Landsberg vollzogenen Exekutionen. Die Leichname von Pohl, Naumann und Blobel wurden auf dem Spöttinger Friedhof in Landsberg beigesetzt und die der anderen in deren Heimatorten.

### Begnadigung, Haftverkürzung und Strafaussetzung auf Bewährung (1951 bis 1958)
Schließlich nahm im August 1955 der im Deutschland-Vertrag beschlossene paritätische Gnadenausschuss, bestehend aus drei deutschen und drei Vertretern der Westalliierten, seine Arbeit auf. Die deutschen Mitglieder standen unter dem starken Druck der deutschen Öffentlichkeit nach Freilassung der Inhaftierten, während die alliierten Vertreter Rücksicht auf die dortige öffentliche Meinung nehmen mussten. Auch die zu Haftstrafen Verurteilten des Einsatzgruppen-Prozesses erhielten im Laufe der 1950er Jahre on parole – mit Auflagen, das heißt auf Bewährung – ihre Freiheit. Am 9. Mai 1958 wurden die letzten vier Landsberger Häftlinge entlassen, darunter Ott, Sandberger und Biberstein. Ihre Haftstrafen wurden in befristete Freiheitsstrafen umgewandelt, womit die Haft rückwirkend als verbüßt galt. Damit endete das War Crimes Program in der Bundesrepublik Deutschland und die Tätigkeit des Begnadigungsausschusses.

## Wertungen und Wirkungen
In dem nach rechtsstaatlichen Normen geführten Einsatzgruppen-Prozess stand, ebenso wie bei den anderen Kriegsverbrecherprozessen der Alliierten, zunächst die rechtsstaatliche Ahndung der NS-Verbrechen im Vordergrund. Laut Aussagen eines Einsatzgruppenangehörigen, der als Zeuge im Einsatzgruppen-Prozess auftrat, kannten die Vernehmungsbeamten jedoch nicht das wahre Ausmaß der Verbrechen in den besetzten Teilen der Sowjetunion. Um die Angeklagten und sich nicht zu belasten, habe er selbst sehr zurückhaltend ausgesagt. Zudem fehlten Dokumente und Zeugen, um Sachverhalte eindeutiger aufklären und so die Verantwortung für Verbrechen einzelner Angeklagter präzisieren zu können. Der Einsatzgruppen-Prozess, in der zeitgenössischen Presse als „größter Mordprozess der Geschichte“ bezeichnet, führte trotz teilweise umfassender Berichterstattung nicht zu einer breiten öffentlichen Diskussion.
Dennoch wurde, in Relation zu den anderen Nürnberger Folgeprozessen, in diesem Verfahren die höchste Anzahl an Todesurteilen verkündet. Das ab Ende der 1940er Jahre einsetzende „Gnadenfieber“ war nicht nur der deutschen und teilweise amerikanischen Unterstützerpropaganda geschuldet, die vehement zugunsten der Verurteilten intervenierte. Den Westalliierten lag im Zuge des Kalten Krieges sehr daran, Westdeutschland als Bündnispartner zu gewinnen und nicht durch vermeintliche „Siegerjustiz“ zu verprellen.
Nach ihrer Haftentlassung konnten auch die nach dem Einsatzgruppen-Prozess in Landsberg Inhaftierten Heimkehrerentschädigungen erhalten und sich in die bundesdeutsche Gesellschaft integrieren. So erhielt Steimle eine Anstellung an einem pietistischen Internat und Biberstein beim Kirchengemeindeverband Neumünster. Jost und Blume waren später als Wirtschaftsjuristen und Haensch als Industriejurist tätig. Nosske wurde Rechtsberater bei einem Mieterverein, und Six arbeitete als Werbeleiter bei der Porsche-Diesel-Motorenbau. Seibert war als Kreditsachbearbeiter bei einer Exportfirma beschäftigt, und Rühl, Radetzky, Fendler sowie Sandberger wurden als kaufmännische Angestellte tätig.
Chefankläger Ferencz verkündete vor dem Prozess, dass das Verfahren dazu beitragen sollte, künftig die Tötung von Menschen aus rassischen, religiösen und politischen Motiven als Völkermord strafrechtlich zu verfolgen. Das Urteil beinhaltete die „Wiederverkündung und Weiterentwicklung internationaler Grundsätze“, welche „in gleicher Weise für Einzelne und Nationen bindend“ sein sollten.
Der Darstellung Ohlendorfs, der in seiner Verteidigungsstrategie durchgehend behauptete, dass es einen allgemeinen „Judentötungsbefehl“ bereits vor dem Krieg gegen die Sowjetunion gegeben habe, wurde von den anderen Angeklagten während des Prozesses nicht widersprochen. Sie kam sowohl der Verteidigungsstrategie (Handeln auf Befehl) als auch der Anklage (Rassenverfolgung der Juden) entgegen. Die These, es sei ein Befehl zur Ermordung der gesamten jüdischen Bevölkerung schon vor dem September 1941 ergangen, wurde anfangs von einem Großteil der Historiker übernommen (vgl. NS-Forschung und Holocaustforschung) und trug in zentraler Weise zur Etablierung des intentionalistischen Narrativs vom Holocaust bei. In den 1960er Jahren rückten Nosske und Sandberger von dieser Darstellung ab; so erinnerte sich Nosske, diesen Befehl erst im August 1941 erhalten zu haben. Diese Richtigstellung, dass es einen allgemeinen „Judentötungsbefehl“ im Juni 1941 noch nicht gab, wurde durch Erkenntnisse und Forschungen zu bundesdeutschen NS-Prozessen mit dem Tatkomplex „Einsatzgruppenverbrechen“ bestätigt. Aufgrund dieser Tatsache handelten die Hauptverantwortlichen der Einsatzgruppen zunächst in Eigenverantwortung, die auf Befehlsnotstand basierende Verteidigungsstrategie entbehrte somit der Grundlage.

## Spätere juristische Aufarbeitung der Einsatzgruppenverbrechen
Die Verbrechen der Einsatzgruppen drangen erst mit dem Ulmer Einsatzgruppen-Prozess ins breitere öffentliche Bewusstsein. Im Ulmer Einsatzgruppenprozess, der vom 28. April 1958 bis 29. August 1958 durchgeführt wurde, mussten sich zehn ehemalige Angehörige des Einsatzkommandos Tilsit dafür verantworten, im Sommer 1941 etwa 5500 jüdische Männer, Frauen und Kinder im deutsch-litauischen Grenzgebiet ermordet zu haben. Unter ihnen befanden sich die Leiter des Einsatzkommandos Tilsit Hans-Joachim Böhme, Bernhard Fischer-Schweder und der Leiter des SD-Abschnitts Tilsit Werner Hersmann. Der zuständige Oberstaatsanwalt Erwin Schüle wertete die Unterlagen des Einsatzgruppen-Prozesses in Nürnberg, die vorhandene Fachliteratur, SS-Personalakten und die erhalten gebliebenen „Ereignismeldungen UdSSR“ aus, um das Verbrechen aufzuklären. Unter den 173 Zeugen befanden sich sechs der in Landsberg Begnadigten des Nürnberger Einsatzgruppen-Prozesses, so auch Sandberger. Im Ulmer Einsatzgruppenprozess wurden alle Angeklagten schuldig gesprochen und mit drei bis zu fünfzehn Jahren Zuchthaus sowie vorübergehendem Verlust der bürgerlichen Ehrenrechte bestraft.
Während des Prozesses traten schockierende Details zutage, so Fotografien der Verbrecher am Tatort nach Begehung der Verbrechen und Aussagen über die Trinkgelage nach der Tat, welche mit dem Geld der Opfer bezahlt wurden. Die Mentalität des „Nicht-Wissen-Wollens“ wandelte sich daraufhin in der deutschen Bevölkerung. Nun sprach sich eine Mehrheit der Bevölkerung für die strafrechtliche Ahndung von NS-Verbrechen aus. Die während des Ulmer Prozesses offensichtlich gewordenen Versäumnisse in Justiz und Politik bei der Ahndung von NS-Verbrechen in den 1950er Jahren führten dazu, dass die Justizminister der Länder im Oktober 1958 die Zentrale Stelle der Landesjustizverwaltungen zur Aufklärung nationalsozialistischer Verbrechen gründeten. Bereits im Dezember 1958 nahm diese Behörde Vorermittlungen zu den im Ausland begangenen Konzentrationslager- und Einsatzgruppenverbrechen auf, mit Schüle als erstem Leiter. Das Beweismaterial über die Verbrechen der Einsatzgruppen und -kommandos wurde ausgewertet und danach Ermittlungsverfahren durchgeführt. Zwischen 1958 und 1983 fanden fünfzig Prozesse mit 153 Angeklagten statt. So erhielten beispielsweise die Führer von Einsatzkommandos der Einsatzgruppen Albert Rapp, Albert Filbert, Paul Zapp lebenslange Haftstrafen und Otto Bradfisch, Günther Herrmann, Erhard Kroeger, Robert Mohr sowie Kurt Christmann zeitige Haftstrafen. Oswald Schäfer wurde aus Beweismangel freigesprochen, bei Bernhard Baatz wurde aufgrund von Verjährung und bei Erich Ehrlinger wegen Verhandlungsunfähigkeit das Verfahren eingestellt. Karl Jäger und August Meier begingen in der Untersuchungshaft Suizid. Auch in der DDR kam es zu mindestens acht Verfahren gegen Angehörige von Einsatzgruppen, in denen Todesurteile und lebenslange Haftstrafen ausgesprochen wurden.